# Loguivy-Plougras
Pour les articles homonymes, voir Loguivy.
Loguivy-Plougras [lɔgivi plugʁas] est une commune française située dans le département des Côtes-d'Armor, en région Bretagne.

## Géographie

### Localisation
| Plounérin |                   | Plounévez-Moëdec |
| Plougras  | Loguivy-Plougras  | Loc-Envel        |
| Lohuec    | La Chapelle-Neuve | Plougonver       |

Loguivy-Plougras est une commune du Trégor située aux confins des Côtes-d'Armor et du Finistère, en Argoat.

### Relief et hydrographie
La forêt de Beffou, la plus élevée de Bretagne, et vaste de plus de 600 ha, couvre une colline de 326 m de haut (point le plus élevé du Trégor). Le point culminant de la commune qui se situe donc en haut du « Pavé », nom donné à la voie romaine qui traverse la forêt, est plus élevé que le Menez Bré. L'Aulne prend sa source en Beffou. Les altitudes s'abaissent progressivement en allant vers le nord et vers l'est du finage communal, le point le plus bas étant à 107 mètres à la pointe la plus à l'est de la commune, près de Moulin Bastien, à l'endroit où le Guic quitte la commune. Le bourg est vers 150 mètres d'altitude.

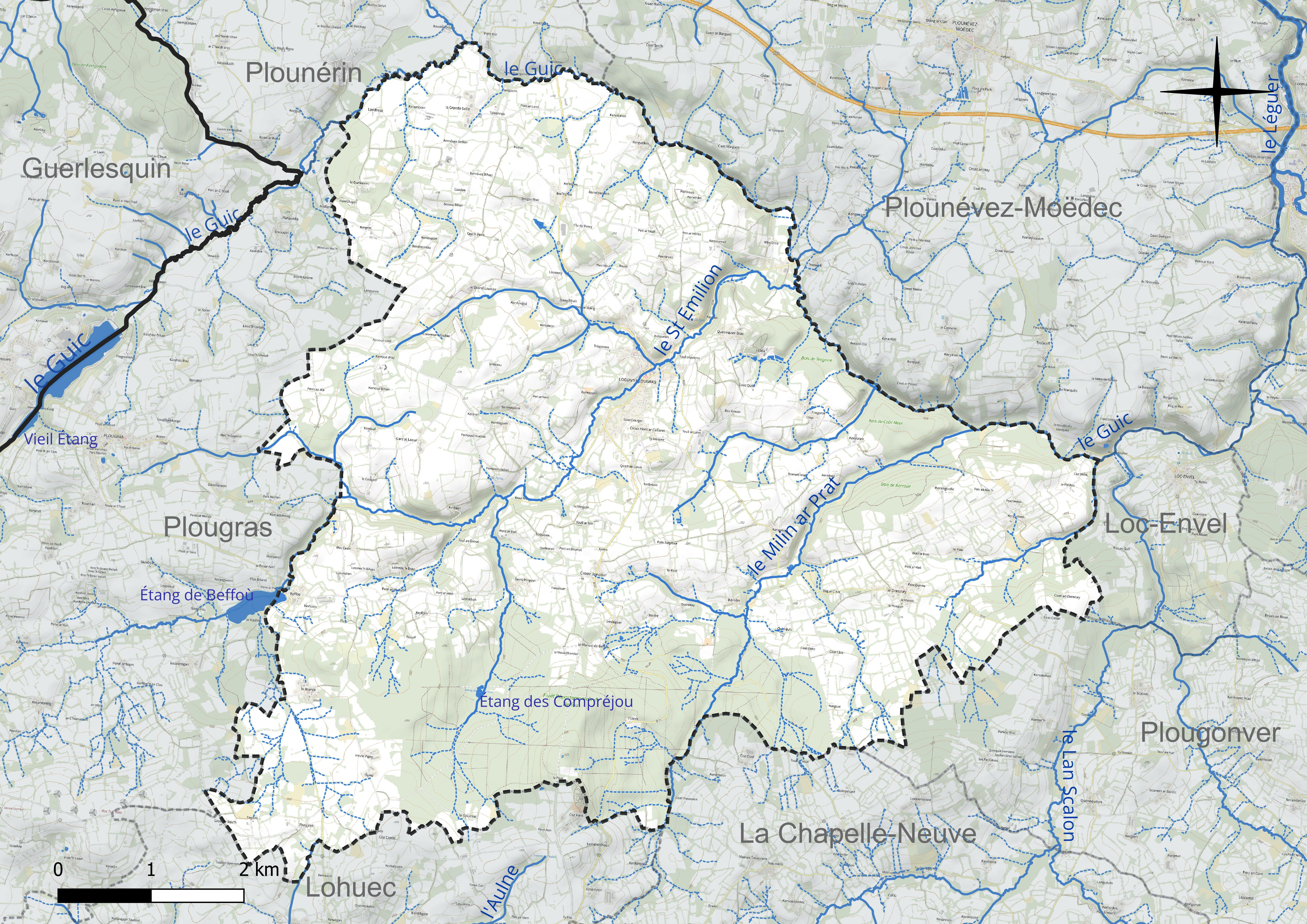
Carte du réseau hydrographique de Loguivy-Plougras.

Le bourg est situé dans la vallée verdoyante du Saint-Émilion, rivière affluente de rive droite du Guic, qui le traverse. Il est entouré de sept collines. Le Guic, contourne en le longeant sur ses côtés Nord-Ouest, Nord et Est, le territoire communal, le séparant du finage des communes de Plounérin et Plounévez-Moëdec.Un autre affluent de rive droite du Guic, le Ruisseau de Milin ar Prat, a sa source à la limite sud de la commune et traverse sa partie orientale. 
Le pont construit sur le Guic à Kerguélen pourrait dater du XVIe siècle ou du XVIIe siècle.

### Hydrographie
Pour un article plus général, voir Réseau hydrographique des Côtes-d'Armor.
La commune est située dans le bassin Loire-Bretagne. Elle est drainée par le Guic, le St Emilion, le Milin ar Prat et le fleuve l'aulne,,.
Le Guic, d'une longueur de 27 km, prend sa source dans la commune de Botsorhel et se jette  dans le Léguer à Belle-Isle-en-Terre, après avoir traversé huit communes. 
Le Saint-Émilion, d'une longueur de 11 km, prend sa source dans la commune de Plougras et se jette  dans le Guic sur la commune. 
Deux plans d'eau complètent le réseau hydrographique : l'étang de Beffoù, d'une superficie totale de 11,3 ha (1,05 ha sur la commune) et l'étang des Compréjou (0,68 ha),.

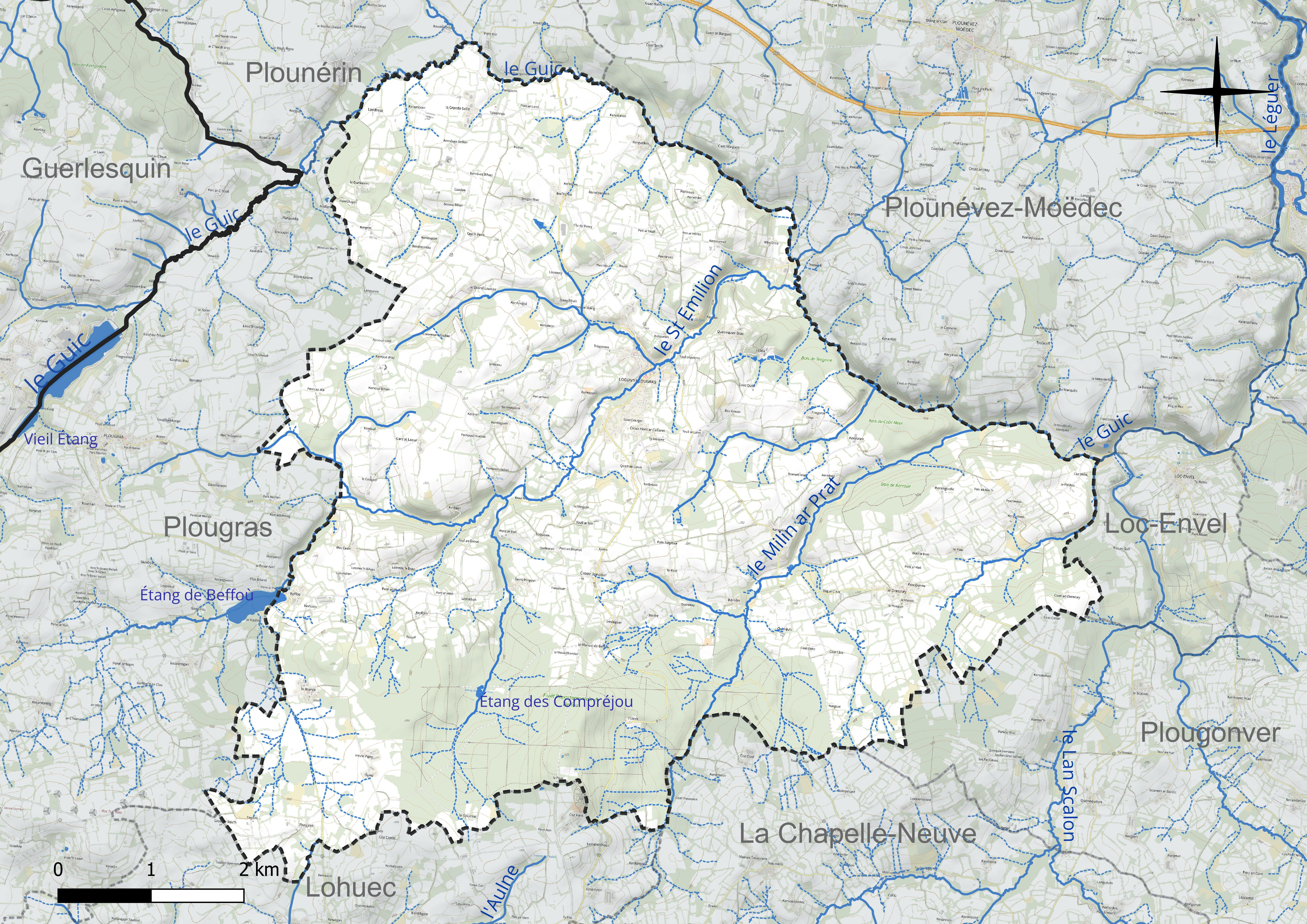
Réseau hydrographique de Loguivy-Plougras.

### Climat
Pour des articles plus généraux, voir Climat de la Bretagne et Climat des Côtes-d'Armor.
En 2010, le climat de la commune est de type climat océanique franc, selon une étude du Centre national de la recherche scientifique s'appuyant sur une série de données couvrant la période 1971-2000. En 2020, Météo-France publie une typologie des climats de la France métropolitaine dans laquelle la commune est exposée à un climat océanique et est dans la région climatique Finistère nord, caractérisée par une pluviométrie élevée, des températures douces en hiver (6 °C), fraîches en été et des vents forts. Parallèlement l'observatoire de l'environnement en Bretagne publie en 2020 un zonage climatique de la région Bretagne, s'appuyant sur des données de Météo-France de 2009. La commune est, selon ce zonage, dans la zone « Monts d'Arrée », avec des hivers froids, peu de chaleurs et de fortes pluies.
Pour la période 1971-2000, la température annuelle moyenne est de 10,9 °C, avec  une amplitude thermique annuelle de 11,1 °C. Le cumul annuel moyen de précipitations est de 1 074 mm, avec 15,9 jours de précipitations en janvier et 8,6 jours en juillet. Pour la période 1991-2020, la température moyenne annuelle observée sur la station météorologique la plus proche, située sur la commune de Lannion à 24 km à vol d'oiseau, est de 11,6 °C et le cumul annuel moyen de précipitations est de 929,5 mm,. Pour l'avenir, les paramètres climatiques de la commune estimés pour 2050 selon différents scénarios d'émission de gaz à effet de serre sont consultables sur un site dédié publié par Météo-France en novembre 2022.

### Transports
Loguivy-Plougras n'est desservie que par des routes secondaires : se croisent dans le bourg la D 11 venant côté nord de Plouaret et se dirigeant côté sud, après avoir traversé en son milieu la forêt de Beffou, vers Calanhel et Callac et la D 88 qui vient côté nord-est de Plounévez-Moëdec et se dirige vers l'ouest en direction de Plougras et Guerlesquin.
Par ailleurs la D 42 traverse selon un itinéraire nord-sud la partie occidentale du finage communal, desservant notamment le hameau de Beffou et passant juste à l'ouest de celui du Brohet ; venant côté nord-ouest de Guerlesquin et Plougras, elle se dirige côté sud vers Lohuec.

### Habitat et paysages

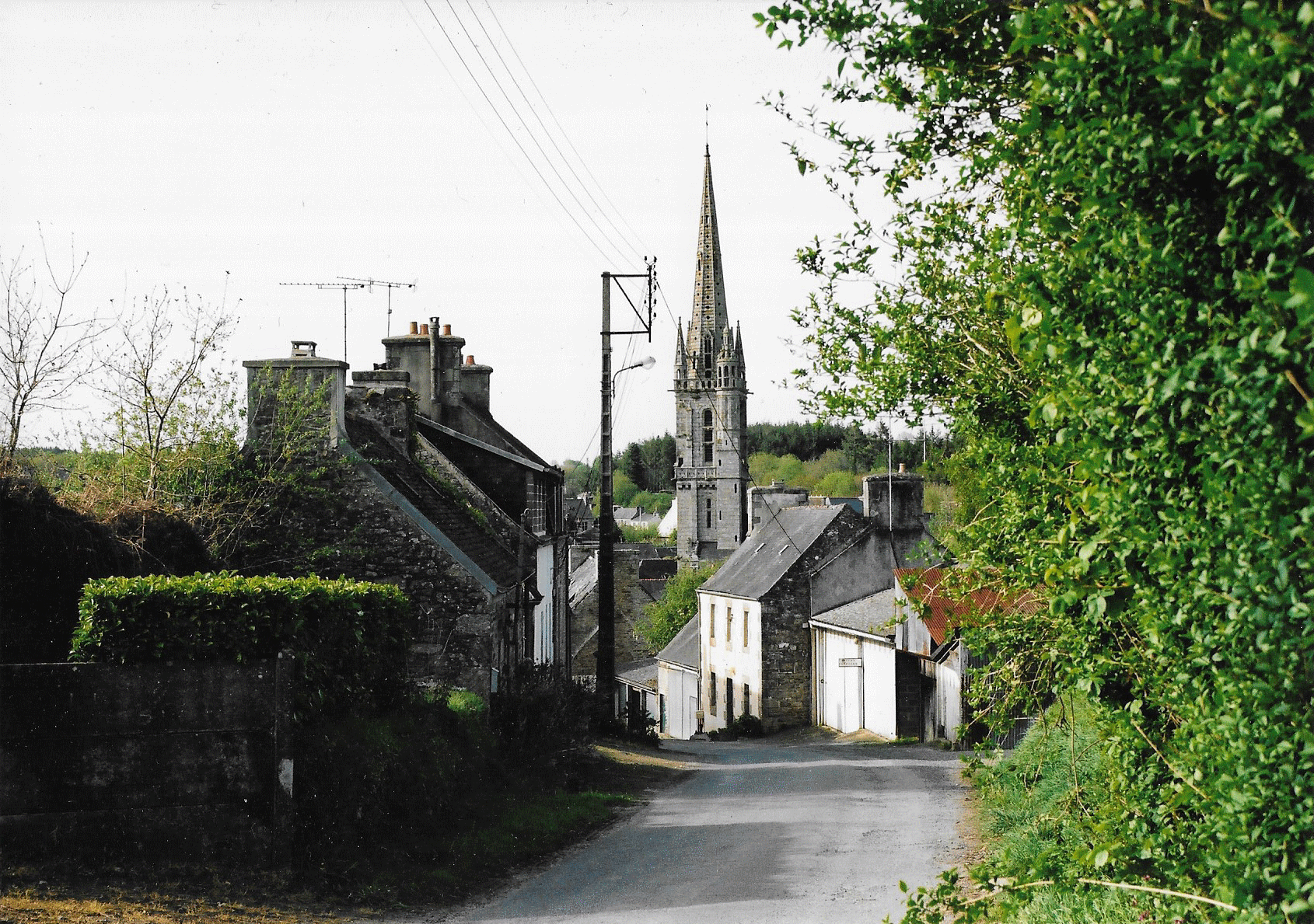
Le bourg vu depuis la "Vieille Côte" (Ar C'hra-goz).
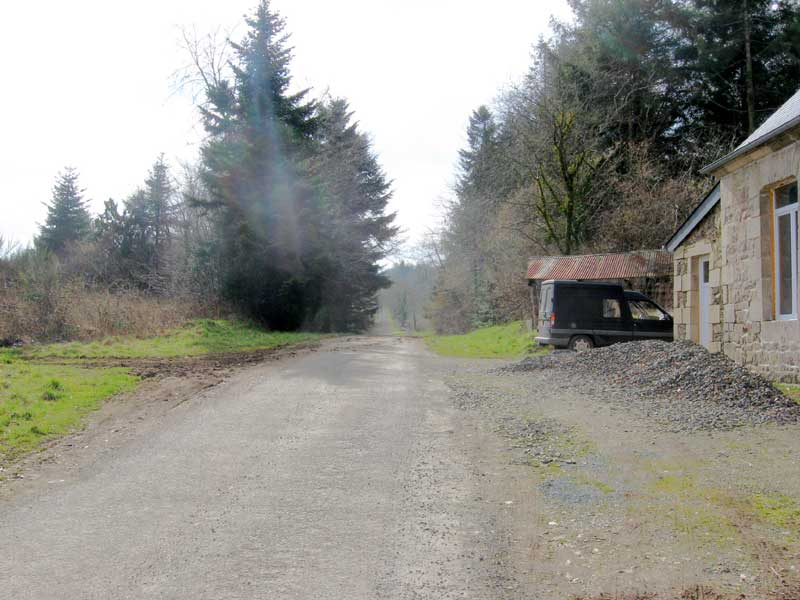
Loguivy-Plougras : Ar Pavez ou Le Pavé, ancienne voie romaine.

La commune présente un habitat dispersé en de nombreux écarts formés de hameaux et fermes isolées. Elle a pour l'essentiel conservé son caractère rural en raison de son isolement et de son élignement des grands centres urbains ; tout au plus remarque-t-on une légère rurbanisation juste au sud du bourg.
Outre la forêt de Beffou, Loguivy-Plougras possède de nombreux bois (Bois de Trogorre, Bois de Coat Meur, Bois de Kerroué, ..) situés rincipalement sur les versants des vallées du Guic, du Milin ar Prat et du Saint-Émilion.

## Urbanisme

### Typologie
Au 1er janvier 2024, Loguivy-Plougras est catégorisée commune rurale à habitat très dispersé, selon la nouvelle grille communale de densité à 7 niveaux définie par l'Insee en 2022.
Elle est située hors unité urbaine et hors attraction des villes,.

### Occupation des sols
L'occupation des sols de la commune, telle qu'elle ressort de la base de données européenne d’occupation biophysique des sols Corine Land Cover (CLC), est marquée par l'importance des territoires agricoles (69,1 % en 2018), en diminution par rapport à 1990 (70,5 %). La répartition détaillée en 2018 est la suivante : 
zones agricoles hétérogènes (44,5 %), forêts (29 %), terres arables (13,7 %), prairies (11 %), zones urbanisées (1,3 %), milieux à végétation arbustive et/ou herbacée (0,5 %). L'évolution de l’occupation des sols de la commune et de ses infrastructures peut être observée sur les différentes représentations cartographiques du territoire : la carte de Cassini (XVIIIe siècle), la carte d'état-major (1820-1866) et les cartes ou photos aériennes de l'IGN pour la période actuelle (1950 à aujourd'hui).

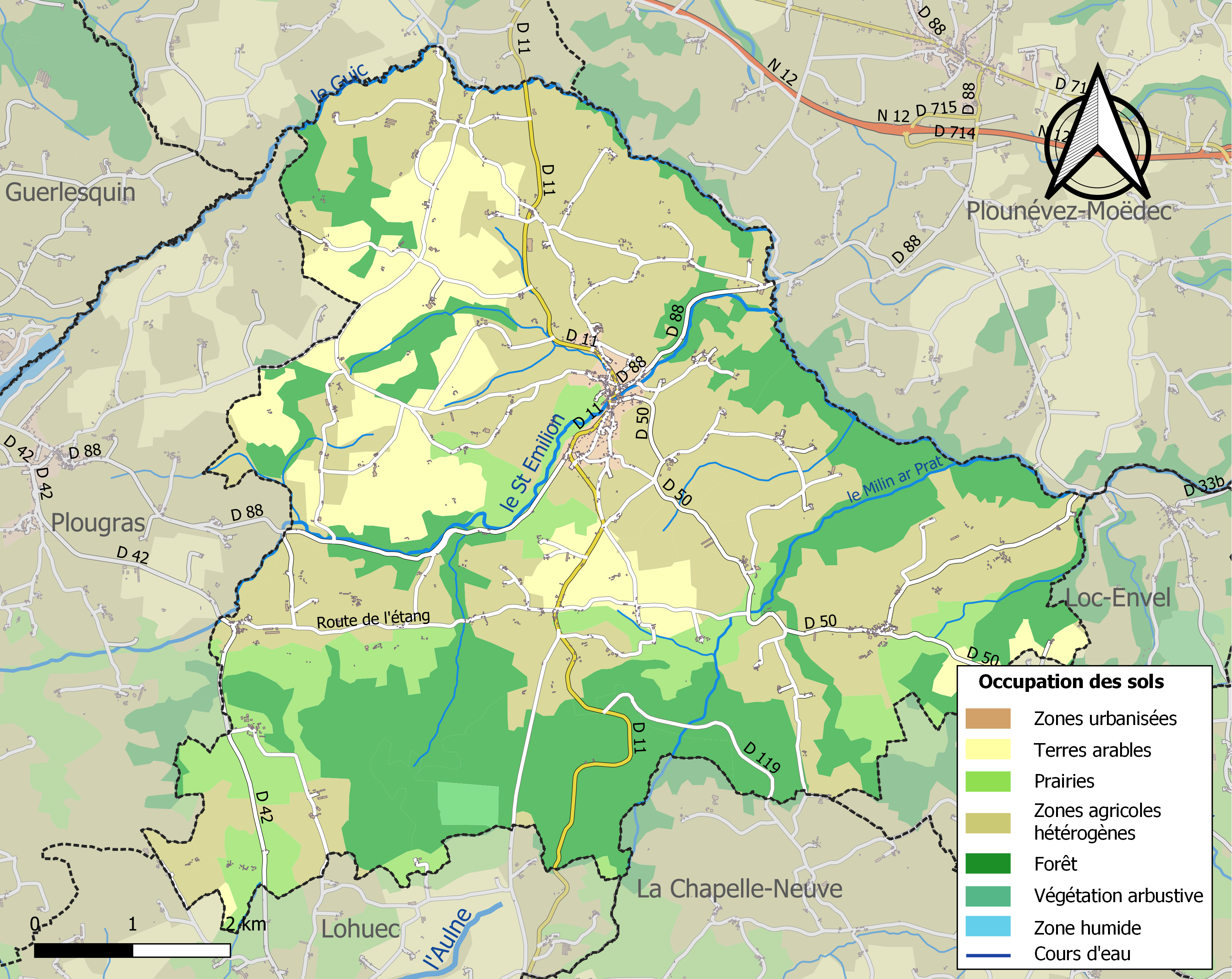
Carte des infrastructures et de l'occupation des sols de la commune en 2018 (CLC).

## Toponymie

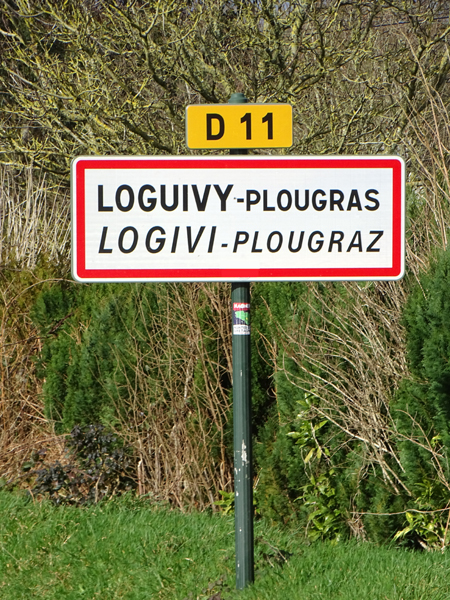
Panneau bilingue français-breton d'entrée d'agglomération.

Le nom de la localité est attesté sous les formes Locquyvi en 1426, treff de Locyvy en 1455, Locivy Ploegroes en 1477, Locquivy en 1481, Locyvy Ploecroas en 1557.
Le nom Loguivy est composé de lok (lieu où on honore) et de Ivy et signifie « Lieu dédié à saint Ivy » où on honore ce saint majeur de la chrétienté bretonne, né au nord du pays de Galles. Lokivi/Logivi en breton est un lieu consacré à Ivi/Ivy, car Ivi/Ivy est un saint du VIe siècle et les Lok-s ont été nommés ainsi après l'an 1000 (attesté en 1455)
Plougras tire son nom de Ploe (paroisse) et du vieux breton croes ou Kroaz (croix).
Le nom du hameau de Trégonven est composé de Trè- (trève, mot féminin occasionnant une mutation dans Konven > Gonven), et de Konven et signifie donc « trève de saint Conven ». Ce saint breton y aurait vécu ses derniers jours.
Le nom du hameau "Convenant Toullec" illustre la pratique par le passé des domaines congéables.

## Histoire

### La forêt de Beffou

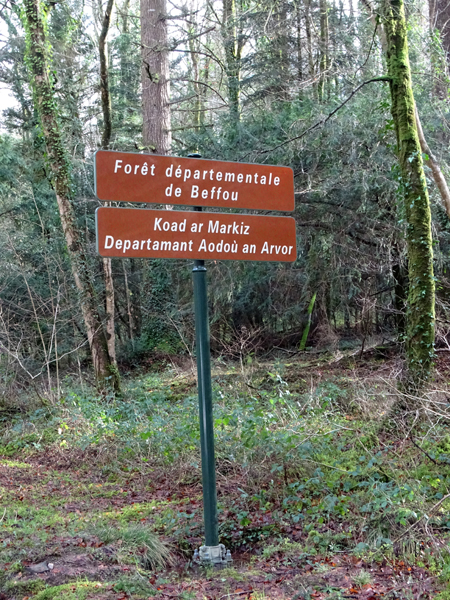
Panneau d'entrée de la forêt de Beffou.

La forêt de Beffou située sur la commune est traversée par une voie romaine, construite en l'an 50 avant Jésus-Christ par les soldats de Jules César, voie romaine qui traversait la Bretagne du Yaudet à Vannes en passant par Carhaix (Vorgium).

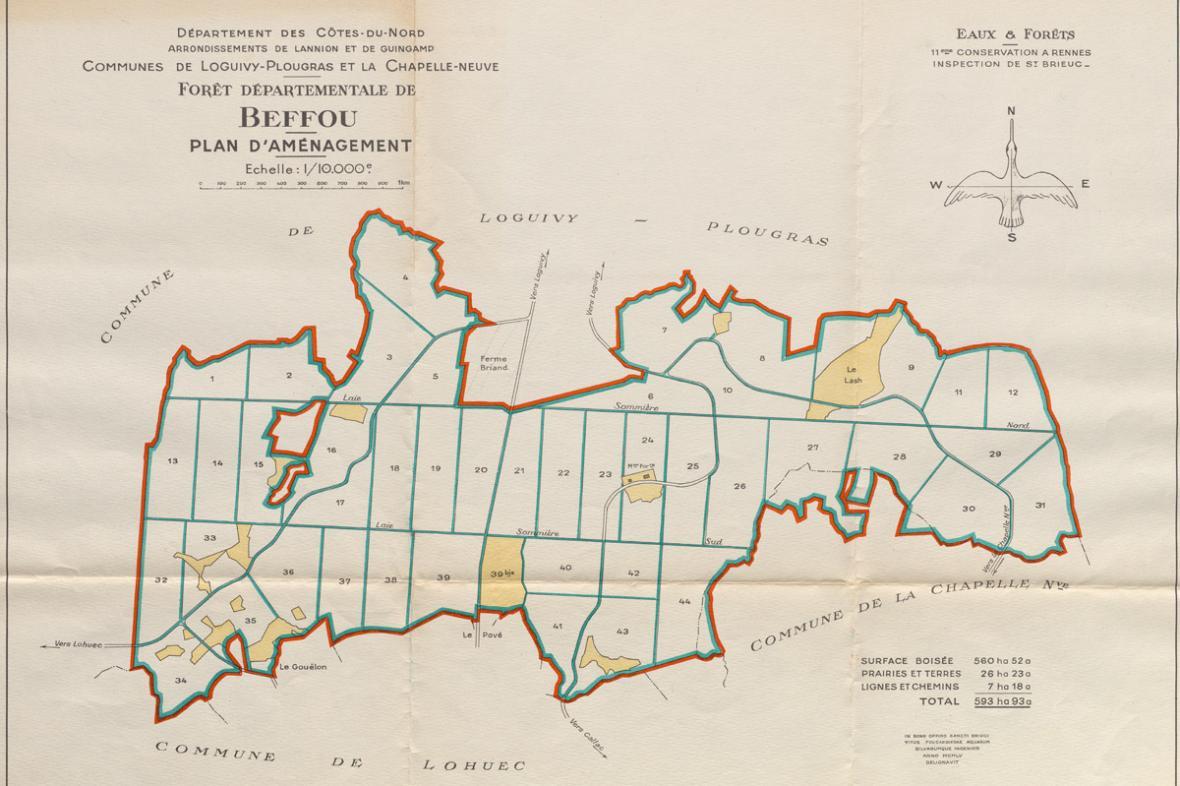
Plan d'aménagement de la forêt de Beffou (1955).

On dit que Yvi de Bretagne serait passé par cette voie romaine et aurait marqué les gens du pays à tel point qu'en 1455 ils donnèrent son nom à Loguivy, du breton lok qui signifie "lieu consacré" et dédié à Ivi/Ivy. Ce saint aurait ensuite séjourné à Pontivy.
La liste des propriétaires successifs de la forêt de Beffou est fournie par un site internet : le plus ancien propriétaire connu est au XIe siècle Éon de Rennes, frère du duc Alain III de Bretagne. Parmi les autres propriétaires connus, Geoffroy II de Bretagne (décédé en 1186), Alain de Penthièvre (décédé en 1212), Pierre de Dreux (décédé en 1250) et les ducs de Bretagne successifs Jean Ier, Jean II, Arthur II, Jean III, Charles de Blois (décédé en 1364), puis sa veuve Jeanne de Penthièvre, Jean Ier de Châtillon (comte de Penthièvre), François Ier de Bretagne, puis son fils Pierre II de Bretagne. La moitié de la châtellenie et de la forêt (comprenant Coat-an-Noz) est ensuite propriété de Pierre de Kermelec. La forêt de Beffou passe par la suite aux mains de la famille de Laval : Jean de Laval, Guy XV de Laval, Renée de Rieux (comtesse de Laval), Sébastien de Luxembourg, puis sa veuve Marie de Beaucaire, Guy XVI de Laval, entre autres propriétaires successifs. La Famille du Parc Locmaria la possède entre 1637 et 1745, puis Louis-Vincent de Goësbriand entre 1745 et 1752.

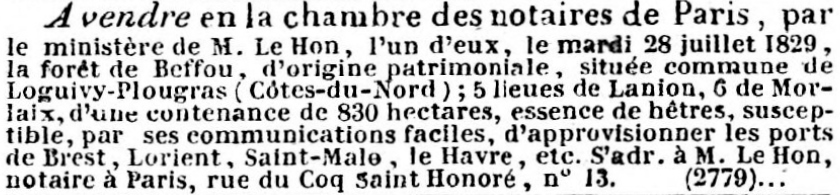
Annonce de la mise en vente de la forêt de Beffou en 1829 (Journal des débats politiques et littéraires du 12 juillet 1829).

Sous l'Ancien Régime la forêt de Beffou était le lieu d'une d'intense activité métallurgique. Devenue bien national lors de la Révolution française, elle fut victime de vols et de saccages qui perdurèrent pendant les trois premiers quarts du XIXe siècle. Vendue une première fois en 1829, elle est revendue en 1855 (achetée alors par Adolphe-Félix Lauriou, d'Angers) et à nouveau en septembre 1873 à la famille Guillet ; la forêt était alors constituée d’un maigre taillis de faible valeur et cette famille mena un long travail de reconstitution du capital forestier puisque les deux tiers de la forêt furent mis en réserve pendant plus de 80 ans.
Ce n'est qu'en 1874 qu'ouvre enfin la première route traversant la forêt de Beffou, le chemin de grande communication n°42 allant de Toul-an-Héry en Plestin (Finistère) à Callac en passant par Guerlesquin et Lohuec ; elle traverse la forêt de Beffou à peu près en son milieu. En 1876 un projet de colonie agricole pénitentiaire pour jeunes détenus en forêt de Beffou exista. 
L'if est particulièrement présent dans les sous-bois des 611 hectares (elle faisait 900 ha vers 1850) de la forêt de Beffou, en raison à la fois de son humidité et de son altitude.
Charbonniers et sabotiers étaient nombreux les siècles passés (jusque dans les premières décennies du XXe siècle) en forêt de Beffou.
C'est désormais une forêt départementale (acquise par le département des Côtes-du-Nord le 11 mai 1950).

### Préhistoire et Antiquité
L'allée couverte du Brohet se trouve dans la partie occidentale de la forêt de Beffou.
En 1869 un cultivateur trouva, dans un endroit qu'il refusa de préciser deux haches en bronze, qu'il vendit à un horloger de Lannion.
La voie romaine allant de Vorgium (Carhaix) au Yaudet, dénommée de nos jours "Chemin du Pavé" traverse la forêt de Beffou approximativement en son milieu.
Des scories, indiquant l'existence d'anciennes ferrières de date indéterminée, ont été trouvées aux lieux-dits "An-Douar-Du" et "Roscoff".

### Moyen-Âge
Loguivy-Plougras est cité pour la première fois en 1429, mais la localité existait probablement bien avant. En 1422 le duc Jean V de Bretagne confisque la châtellenie et la forêt de Beffou, qui appartenaient à Jean de Penthièvre et les donnent à Jean de Kermelec, seigneur de Châteaugal. La treff de Locyvy, en la paroisse de Plougras est citée en 1455.

#### Les Hospitaliers
Il existait au XIIe siècle un domaine quévaisier à Toulguidou qui était la propriété des Hospitaliers de l'ordre de Saint-Jean de Jérusalem   (terra guidonis, en 1182). Ce domaine faisait partie de le commanderie de la Feuillée et plus tard de celle du Palacret. Ce domaine était enclavé dans le fief de la seigneurie de Scozou.
Des fouilles effectuées vers 1860 à Menec'h-Ru ont permis de découvrir une hache en bronze, deux meules de moulins et des fondements de constructions et des emplacements d'enclos. Selon la tradition populaire, évoquée par François Gaultier du Mottay, ces restes seraient le souvenir d'une implantation à cet endroit d'une commanderie des Templiers, ce que le toponyme lui-même ("moines rouges" en breton) rend crédible mais non conforme à la réalité.

### Temps modernes

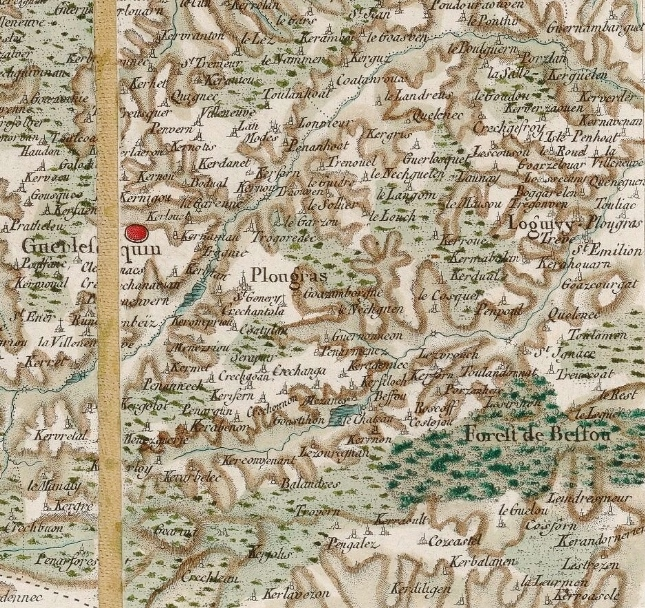
Carte de Cassini de la paroisse de Plougras et de sa trève de Loguivy [Loguivy-PLougras] (la trève de Lohuec est en majeure partie sur une autre carte).

Loguivy est alors, comme Lohuec, une simple trève de Plougras.

### Révolution française
L'assemblée électorale de la paroisse de Plougras et de ses trèves destinée à la préparation des États généraux de 1789 se tint à Loguivy le 2 avril 1789 sous la présidence de François Le Foll, sénéchal des juridictions de Guerlesquin et du Menez en présence d'une trentaine de paroissiens. Deux députés (Yves Le Boëc et René Le Gall) furent élus pour la trève de Loguivy, un (Guillaume-Gabriel Le Coz) pour la paroisse de Plougras et un (Pierre Péron) pour la trève de Lohuec, qui représnetèrent la paroisse à l'assemblée du tiers-état de la sénéchaussée. Un cahier de doléances fut rédigé, s'inspirant beaucoup de celui écrit par les paroisses de Rennes et demandent notamment la suppression des banalités, des corvées seigneuriales, des domaines congéables et des droits de francs-fiefs.
À la fin de l'Ancien Régime le recteur de la paroisse de Plougras était aussi recteur de la trève de Loguivy-Plougras, mais « à cause de l'importance de la localité (en 1793 Loguivy-Plougras avait 2 107 habitants, alors que Plougras n'avait que 807 habitants et Lohuec 813 habitants), le recteur de Plougras y faisait sa résidence habituelle au château de l'Isdu [Lezdu], avec deux vicaires au bourg de Loguivy-Plougras, et un troisième prêtre à Plougras ». Jusqu'en 1791, le recteur était Ellès, qui fut prêtre réfractaire et remplacé à partir du 26 juin 1791 par un prêtre constitutionnel, Piriou ; le vicaire de Plougras, Le Quelennec, et l'un des vicaires de Loguivy-Plougras, Le Quellec, refusèrent aussi de prêter le serment de fidélité à la Constitution civile du clergé.
Le mouvement contre les domaines congéables, dont la suppression est demandée dans de nombreux cahiers de doléances, partit de « cette région forestière, encore aujourd'hui si difficile à atteindre, de Gurunhuel, Loc-Envel, Loguivy-Plougras, courbée plus que toute autre sous le joug des propriétaires nobles, dont l'absentéisme presque permanent  permettait à l'intendant de gérer les biens à peu près à leur guise » écrit L. Dubreuil en 1909.
Loguivy-Plougras fut chef-lieu de canton entre 1790 et l'an X

### LeXIXesiècle
A  Marteville et P. Varin, continuateurs d'Ogée, décrivent ainsi Loguivy-Plougras en 1843 :

« Loguivy-Plougras : commune formée de l'ancienne trève de Plougras ; aujourd'hui succursale. (...) Principaux villages : Porslan, Kerguelen,  Kavéo, Kerverder, Kernevez, Quénéquen, Parc-Stéphan, Lez Léguer, Kerydré, Kernon, Le Quinquis, Trogorre, Kervisien, le Dresnay, le Vœu, Kerguelvent, le Gouelon, Pengalet, Trovern, Kerforn, Saint-Hinger,  le Hinger, Coascourgal, Kerhahouarn, Kermabalen, Men-en-Ein, Kerroué , le Ménou, Pen-Estang, Guern-Lannay, Kerlosquet, Scozou-Bihan, Scozou-Bras, le Ciadou, Huellaf, la Grande Salle, Tossenon, Poulguern.  Superficie totale : 4 964 hectares 40 ares, dont (...) terres labourables 2 091 ha, prés et pâturages 435 ha, bois 1 029 ha, vergers et jardins 98 ha, landes et incultes 835 ha, étangs 16 ha (...). Moulins : 18 : Crès, Lisdu, Ar-Prat, Kernevez, Hinguer, à foulon, à papier, dit-Izellan, Keradennec, Kerroué, Guern-Leunay, à eau). La chapelle dédiée à saint Millon [ saint Émilion] (...) est en Loguivy-Plougras ; elle est d'un joli style, et ornée de beaux vitraux. (...) Il y a foire le dernier samedi du mois d'août, et le samedi, veille de Pâques. Géologie : constitution granitique. On parle le breton. »

Une loi du 13 juin 1856 modifia les limites des communes de Plougras et Loguivy-Plougras, transférant la section de Keradennec (comprenant quatre villages et l'étang de Beffou) à la commune de Plougras à la suite de la demande de la plupart de ses habitants « éloignés de six kilomètres de Loguivy-Plougras » et « ils n'ont pour se rendre à ce bourg presque toujours impraticable en hiver par suite du débordement des ruisseaux sortant de l'étang de Beffou ».
Joachim Gaultier du Mottay écrit en 1862 que Loguivy-Plougras possède une école de garçons ayant 77 élèves et une de filles en ayant 95. Il précise aussi que la forêt de Beffou, qui est sur son territoire, est vaste de 900 hectares et qu'elle a été vendue en 1856 et que l'ancienne église paroissiale, dédiée à saint Yvi, d'où la commune a tiré une partie de son nom, est en ruines, et qu'elle a été remplacée depuis 1855, pour les exercices religieux, par la chapelle de Saint-Émilion et que la commune possède aussi les chapelles du Dresnay et de Saint-Yves, mais que 6 autres chapelles sont en ruines, de même que les anciens manoirs de Tragore, de Kerhuel, de Keroué, de Lisdu, du Dresnay et du Scojou.
Le comte de Troguindy acheta en 1858 175 hectares de la forêt de Beffou, et en plus les 15 ha de l'étang et du moulin de Beffou. Ce domaine du Brohet-Beffou devint les décennies suivantes l'un des plus importants et les plus dynamiques de la région ; le comte pratique principalement l'élevage des bovins et les cultures fourragères. Il publia en 1882 "Mémoire sur le domaine de Brohet-Beffou" : « ce mémoire est (...) la monographie la plus complète, à notre connaissance, que notre province possède d'une grande entreprise agricole ayant 25 ans de date et qui soit basée sur des prcédés de culture rationnels et scientifiques ».
En 1892 un cultivateur de la commune, Louis Kerhervé, reçut un secours financier pour avoir eu « 16 enfants vivants ».

### LeXXesiècle

#### La Belle Époque
Loguivy-Plougras fut fréquentée aux alentours de 1900, au temps des chasses à courre et des équipages : les châtelains de Coat-an-Noz, princes de Faucigny-Lucinge, tenaient dans l'auberge de Mme Cesson (« qui eût à l'époque autant de renom en Haut-Trégor, que n'en pouvait avoir, en Cornouaille, Julia Guillou ») leurs rendez-vous de chasse « où le prince de Monaco voisinait avec le comte de Blois et le comte de Kergourlay : tout l'armorial du Jockey-Club avec le dessus du panier du Gotha breton ».
En août 1900 le Conseil général des Côtes-du-Nord décide la construction d'une caserne de gendarmerie à Loguivy-Plougras.

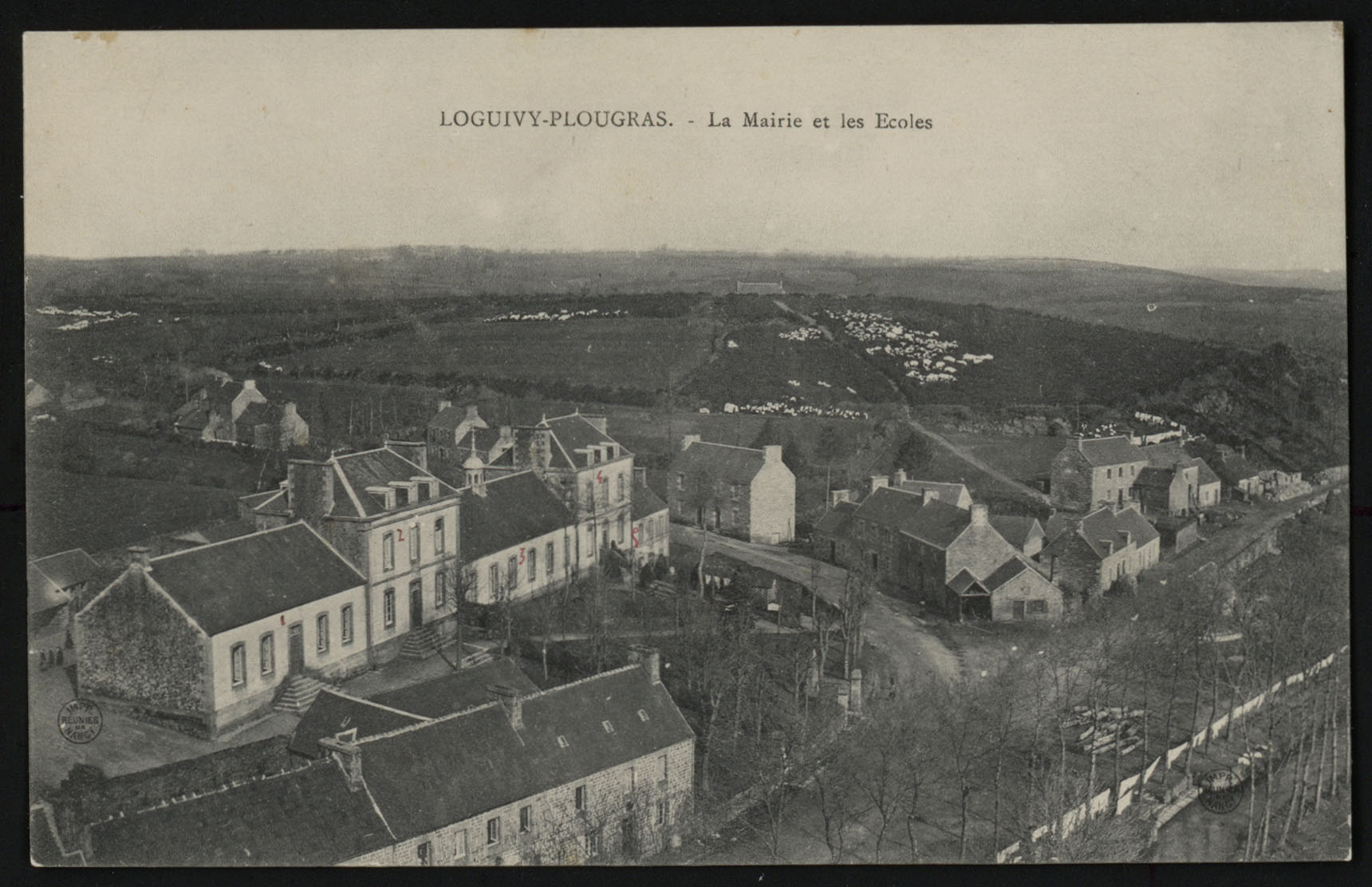
La mairie et les écoles au début du XXe siècle (vue aérienne).

Le 5 mai 1902 une réunion des maires et des principaux propriétaires des communes du canton de Plouaret est organisée à Loguivy-Plougras : « ces messieurs ont exprié leurs doléances au sujet des ravages causés aux récoltes par les sangliers », souhaitant l'organisation de « battues très actives ». Le problème persiste par la suite : par exemple deux lieutenants de louveterie organisent le 14 mai 1924 une battue dans la forêt de Beffou, tuant 2 laies et 4 marcassins ; « les cultivateurs de la région sont très satisfaits d'être débarassés de ces animaux malfaisants qui leur faisaient des dégâts appréciables ».
En juillet 1902 l'école de Loguivy-Plougras est classée première de France au 7e championnat de tir des écoles primaires de France (898 écoles ont participé au concours) et reçoit comme prix une carabine d'honneur et, pour un an, un tableau de bronze encadré sur lequel est inscrit le nom de l'école victorieuse.
En mars 1905 le maire de Loguivy-Plougras, Jean-Baptiste Jacob, est suspendu de ses fonctions et révoqué peu après. En 1908 les républicains l'emportent aux élections municipales, battant la droite réactionnaire.
En 1913 une polémique éclata à propos du vote d'une subvention par le conseil municipal pour rendre gratuit les fournitures scolaires des élèves des écoles publiques de la commune, ce qui provoqua l'indignation du journal La Croix qui précise que les deux écoles publiues accueillent 130 élèves alors que les deux écoles privées en accueillent plus de 320.

#### La Première Guerre mondiale
Le monument aux morts de Loguivy-Plougras porte les noms de 149 soldats morts pour la Patrie pendant la Première Guerre mondiale ; parmi eux, 8 sont morts en Belgique ; François Le Gall et Pierre Cidanel sont morts le 4 juin 1915 lors de la bataille de Sedd-Ul-Bahr (Turquie) ; Yves Lefustec et Ferdinand Leyour sont morts tous les deux en Grèce de maladie contractée en service ; René Le Gaudy a été tué à l'ennemi en 1917 dans l'actuelle Macédoine du Nord ; François Cloarec et Jean-Marie Le Gall sont morts en captivité en Allemagne ; tous les autres sont morts sur le sol français dont François Clairon, Pierre Loriquer et Joseph Quéré, tous les trois décorés de la Médaille militaire et de la Croix de guerre, et les trois frères Le Calvez.

#### L'Entre-deux-guerres

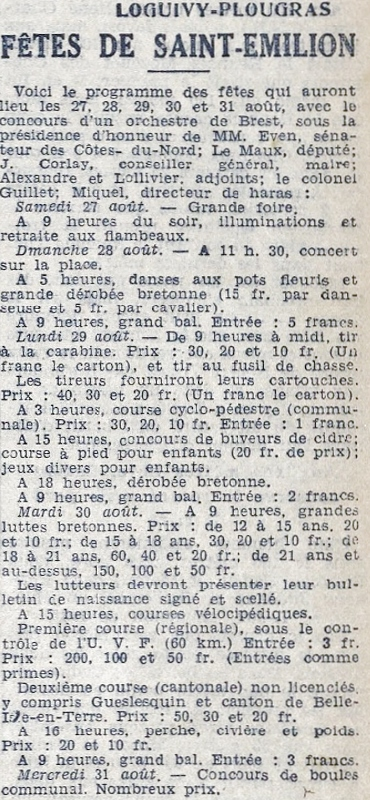
Loguivy-Plougras ː le programme des Fêtes de Saint-Émilion des 27 au 31 août 1938 (Journal La Dépêche de Brest et de l'Ouest).

En novembre 1920 Mme veuve Alexis-Marie Le Calvez (née Émilie Piolot), cultivatrice, qui avait eu 14 enfants (11 vivants et 3 morts pour la France), obtint le prix Cognacq-Jay.

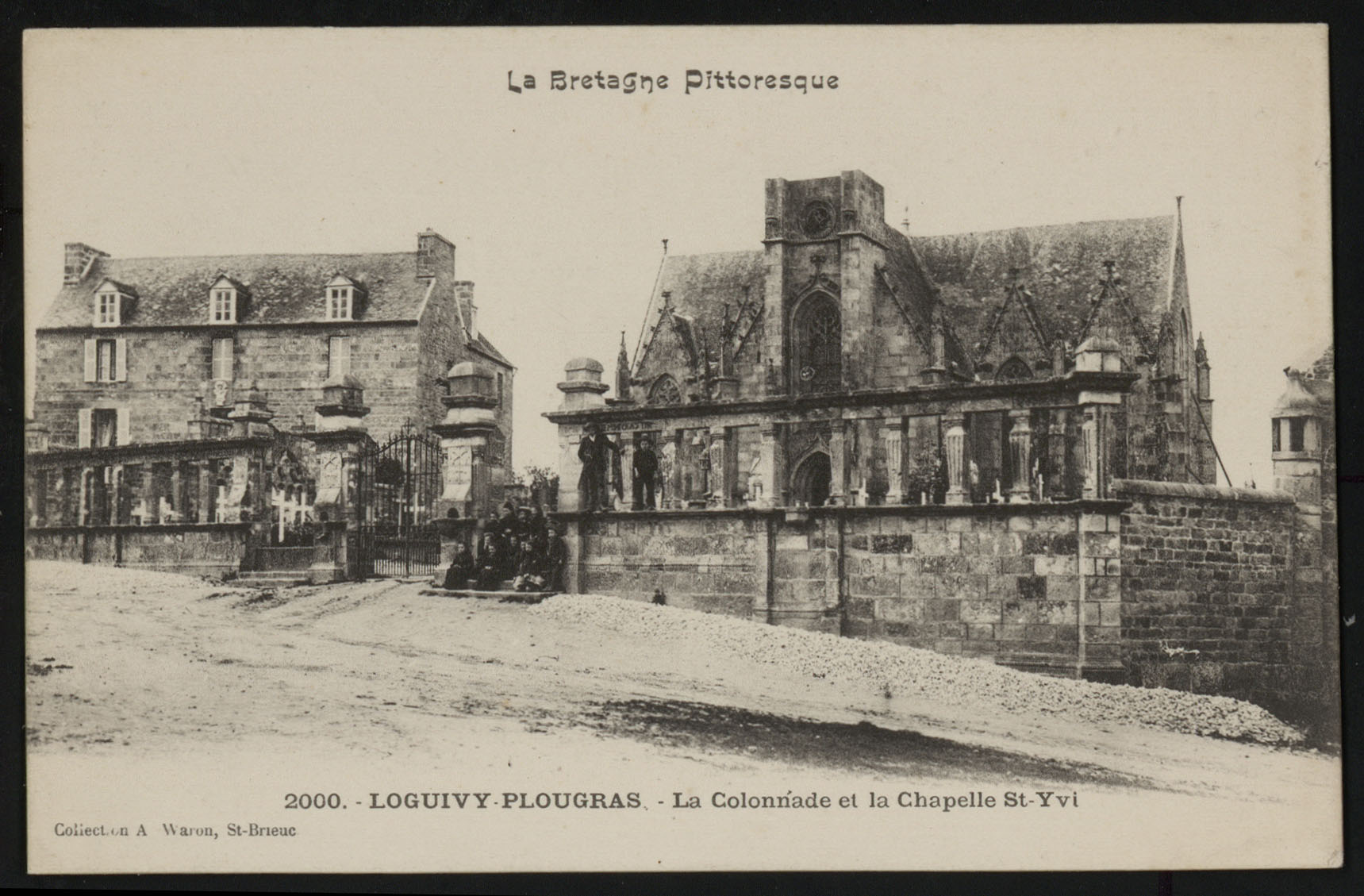
L'église Saint-Ivy et sa colonnade en 1926.
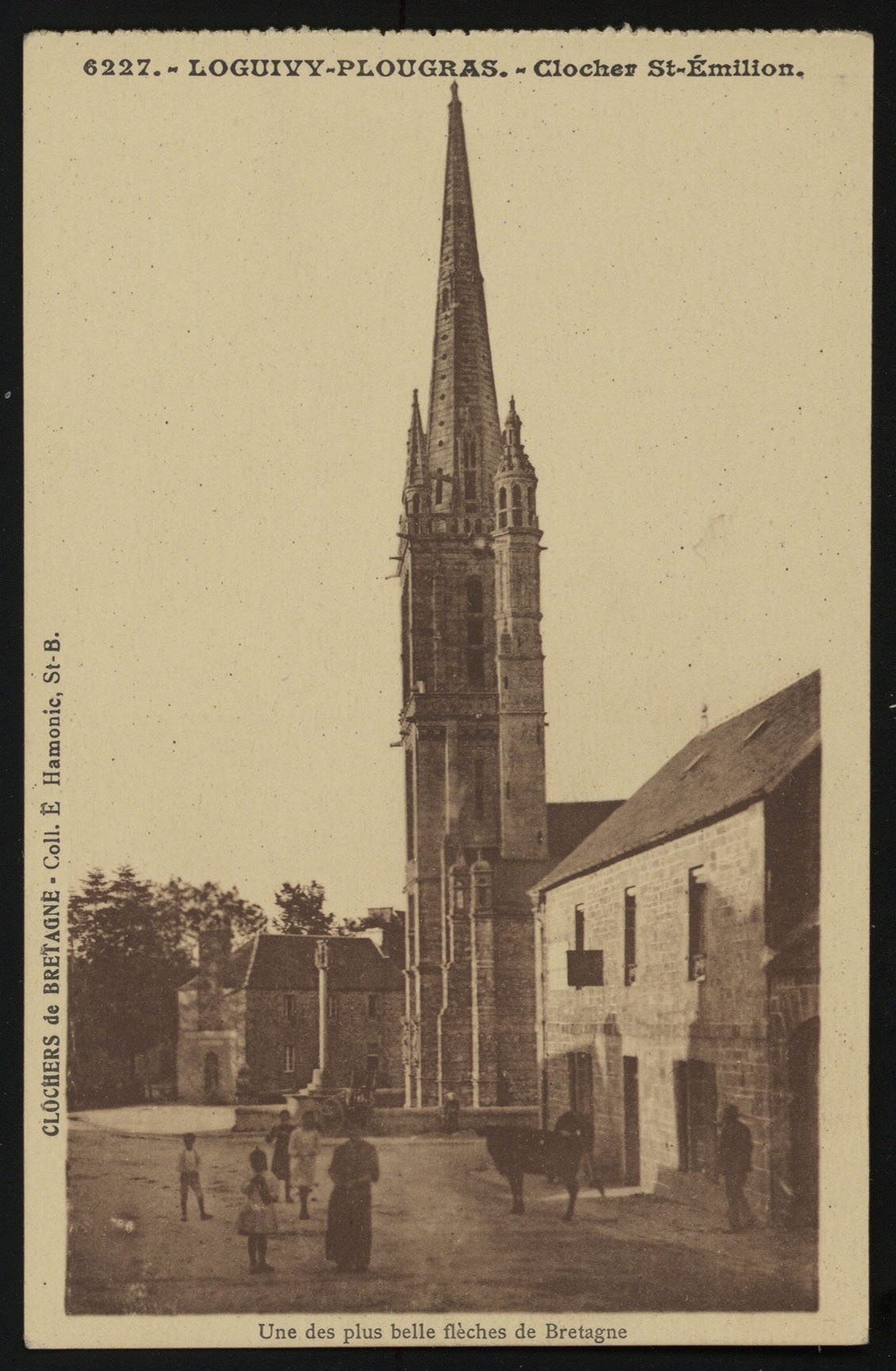
Le clocher de l'église Saint-Émilion.

À partir du 1er juillet 1928 un service d'autobus est mis en place chaque lundi au départ du bourg de Loguivy-Plougras pour se rendre au marché de Guerlesquin.
Les luttes bretonnes étaient alors un sport très pratiqué dans la commune : un tournoi fut par exemple organisé le 30 août 1932 et un autre fin août 1933. Les fêtes locales de Saint-Émilion étaient organisées chaque année.
La région de Beffou-Guerlesquin devint dans l'Entre-deux-guerres un centre important d'élevage chevalin.
François Ménez évoque Loguivy-Plougras en 1936 : « Je n'avais pas revu Loguivy-Plougras depuis la semaine d'été que j'y passai avec Pierre Guéguen (...) il y a de cela plus de vingt ans, et cependant Loguivy n'a guère changé (...) L'atmosphère du petit bourg est restée telle qu'avant la guerre. Les bouleversements modernes ne l'ont pas touchée. Il subsiste dans les vieilles rues un air de prud'homie et de réserve cléricale, comme au temps où Mgr Dubourg, la gloire de Loguivy (...), y venait se reposer, abondamment pourvu en victuailles par les dames du Tiers-ordre et de la sainte Congrégation du Rosaire. (...) Également éloigné du chemin de fer et de la route royale (Route nationale 12), an hent royal (...), Loguivy a continué de vivre dans l'observance des vieilles coutumes, maintenant dans son parler l'accent le plus chantant du Trégor. Les bourrelets boisés du Coat-an-Noz et du Beffou, anciennement nommé Coat-ar-Marquiz, par où la vieille route romaine du Pavé s'ouvre de larges perspectives sur Guerlesquin et la campagne qui l'environne, lui font, à l'est et au sud, un rempart contre l'esprit du dehors. Par delà, c'est le pays de Kerné qui commence : de Bolazec, de Lohuec, de Coat ar C'herno (en Botsorhel), où même l'herbe ne pousse pas, tant la terre est dure, et où les voleurs de chevaux abandonnaient, dit-on, pour les y laisser mourir d'inanition, les bêtes fourbues (...) qui n'arrivaient pas à faire illusion sur un champ de foire. Les bonnes gens de Loguivy parlaient avec dédain de ce pays. C'était une expédition que de s'y rendre. (...) Par contraste avec ces terres jadis pauvres, et qui ont cessé de l'être, Loguivy était une paroisse prospère, charmante son décor de grands bois et de châteaux à demi en ruines comme Kerroué, de chapelles vétustes comme le Dresnay, dans les bas-fonds verdoyants, où chantent les eaux neuves du Guic, toute fraîches au sortir des monts. (...) ».

#### La Seconde Guerre mondiale
Un article de presse datant de 1942 évoque le chêne de Karavès : « sa circonférence prise à la base (...) atteint 9,50 m. Sur cet ancêtre chenu les intempéries bretonnes se sont longtemps acharnées, creusant l'intérieur à tel point qu'un des fermiers s'en servit pour loger des moutons ».
Le monument aux morts de Loguivy-Plougras porte les noms de 36 personnes mortes pour la France durant la Seconde Guerre mondiale. Parmi elles, douze personnes qui habitaient au Dresnay, soupçonnées d'aider les résistants, probablement dénoncés, furent victimes de la rafle allemande du dimanche 21 mai 1944 et déportées au camp de concentration de Neuengamme : 4 sont nées à Loc-Envel : Lucien Augel (père) et Lucien Augel (fils) meurent tous les deux le même jour le 13 novembre 1944 au Kommando de travail Schwesing-Husum ; Robert Augel, autre fils de Lucien Augel (père), décède à Husum en 1944 ; Théophile Omnès est porté disparu en Allemagne le 11 juin 1944 ; 6 sont nées à Loguivy-Plougras : Yves Toudic (décédé le 23 décembre 1944), Armand Bescond (décédé le 30 décembre 1944 à Husum), Jérôme Georgelin (victime du naufrage du Cap Arcona alors qu'il allait être rapatrié), Léon Leroux (disparu en Allemagne), Henri Pennehoat (décédé le 26 février 1945 au Camp de concentration de Farge) et François Person (le seul à être revenu vivant, mais il est décédé peu après son retour le 20 novembre 1944) ; Yves-Marie Le Boulch (décédé le 23 janvier 1945 à Kaltenkirchen), originaire de Lohuec et Auguste Person (décédé le 28 janvier 1945 à Kaltenkirchen), né à Plounévez-Moëdec et frère de François Person. Par ailleurs André Penglaou, résistant FFI est tué à l'ennemi le 12 juillet 1944 à Plougras ; Eugène et Pierre Queniat, aussi résistants, ont été fusillés le 27 juin 1944 à Plouaret.
Parmi les autres victimes de cette guerre, Joseph Robin et Pierre Le Bihan sont décédés au printemps 1940 lors de la Bataille de France ; Prosper Le Boulch et Mathurin Huitorel sont morts de maladie au printemps 1940, le premier à Brest, le second à Pabu ; Alexandre Le Blanc est mort lors du naufrage du cargo Jumièges en 1942 au large de Minorque ; Joseph Rolland est tué à l'ennemi le 2 juin 1943 en Tunisie ; Robert Decote est mort de maladie en 1943 en Allemagne et Yves Le Bon de maladie le 12 décembre 1944 à Saint-Mandé, de même que Yves Le Vot le 17 avril 1844 à Paris et Jean Le Jan le 2 décembre 1945 à Guer ; enfin Yvette Roussel est une victime civile de la guerre, tuée le 7 juin 1944 lors du mitraillage par des avions alliés d'un garage de Loguivy-Plougras utilisé par les Allemands.

#### L'après Seconde Guerre mondiale
Deux soldats originaires de Loguivy-Plougras (Jean Le Goff et Eugène Landouar) sont morts durant la Guerre d'Indochine et trois (Yves Barbier, Jean Le Guen et Yves Morvan) pendant la Guerre d'Algérie.
L´école primaire publique mixte du village du Dresnay est inaugurée en 1884 par le maire de Loguivy-Plougras Le Meur. Elle cesse de fonctionner en 1989

## Politique et administration
| Période                                  | Période   | Identité                         | Étiquette            | Qualité                                                                           |
| ---------------------------------------- | --------- | -------------------------------- | -------------------- | --------------------------------------------------------------------------------- |
| 1793                                     |           | Yves Ollivier                    |                      | Officier public.                                                                  |
| avant 1804                               | 1808      | François Salaun                  |                      |                                                                                   |
| 1808                                     | 1809      | Pierre Péron                     |                      | Notaire. Aussi maire de Plougras.                                                 |
| 1809                                     | 1819      | Pierre Le Borgès                 |                      | Cultivateur.                                                                      |
| avant 1819                               | 1830      | Claude René Le Lagadec           |                      | Capitaine de dragons au régiment de Languedoc. Inhumé au château de Kerroué.      |
| 1823                                     | 1830      | François Le Dantec               |                      | Propriétaire. Seulement adjoint au maire (remplaçant le maire absent).            |
| 1830                                     | 1843      | Yves Merrien                     |                      | Cultivateur.                                                                      |
| 1843                                     | 1851      | François Marie L'Hévéder         |                      | Notaire.                                                                          |
| 1851                                     | 1854      | Pierre Le Borgès                 |                      | Propriétaire.                                                                     |
| 1854                                     | 1860      | Yves Merrien                     |                      | Déjà maire entre 1830 et 1843.                                                    |
| 1861                                     | 1865      | Yves Marie Turquet de Beauregard |                      | Notaire.                                                                          |
| 1865                                     | 1871      | Yves Marie Geffroy               |                      | Cultivateur. Propriétaire.                                                        |
| 1871                                     | 1873      | Noël Jean Le Meur                |                      | Notaire.                                                                          |
| 1874                                     | 1881      | Pierre Marie Le Teurnier         |                      | Cultivateur.                                                                      |
| 1881                                     | 1895      | Noël Jean Le Meur                |                      | Déjà maire entre 1871 et 1873.                                                    |
| 1895                                     | 1897      | Guillaume Jean Le Bruno          |                      | Cultivateur.                                                                      |
| 1897                                     | 1905      | Jean-Baptiste Jacob              |                      | Suspendu de ses fonctions en mars 1905 et révoqué en avril 1905. Cultivateur.     |
| 1905                                     | 1905      | François Le Teurnier             |                      | Démissionne en 1905.                                                              |
| 1906                                     | 1908      | François Boudehen                | Droite réactionnaire | Cultivateur. Propriétaire.                                                        |
| 1908                                     |           | Jean Corlay                      | Rad.soc.             | Notaire. Conseiller général du canton de Plouaret en 1924. Réélu en 1929 et 1935. |
| Les données manquantes sont à compléter. |           |                                  |                      |                                                                                   |
| mai 1945                                 |           | Jean Guyader                     |                      | Cultivateur au Quinquis                                                           |
| ca. 1950                                 | 1955      | Léon Corlay                      |                      | Notaire. Fils de Jean Corlay, maire entre 1908 et ?                               |
| 1955                                     | 1965      | Eugène Quéniat                   |                      | Maréchal-ferrant                                                                  |
| 1965                                     | mars 1971 | Joseph Le Guyader                |                      |                                                                                   |
| mars 1971                                | mars 1983 | Guillaume Henry                  |                      | Cultivateur.                                                                      |
| mars 1983                                | mars 1989 | Jean Péron                       |                      |                                                                                   |
| mars 1989                                | mars 2001 | Émile Le Gall                    | DVD                  | Agriculteur                                                                       |
| mars 2001                                | mars 2008 | Thérèse Perron                   | DVG                  | Directrice de maison de retraite                                                  |
| mars 2008                                | En cours  | Jean-François Le Gall            | DVD                  | Transporteur Réélu en 2014 et en 2020                                             |

## Démographie
| 1793  | 1800  | 1806  | 1821  | 1831  | 1836  | 1841  | 1846  | 1851  |
| ----- | ----- | ----- | ----- | ----- | ----- | ----- | ----- | ----- |
| 2 880 | 1 875 | 2 123 | 2 074 | 2 541 | 2 989 | 3 084 | 3 303 | 3 315 |

| 1856  | 1861  | 1866  | 1872  | 1876  | 1881  | 1886  | 1891  | 1896  |
| ----- | ----- | ----- | ----- | ----- | ----- | ----- | ----- | ----- |
| 3 278 | 3 198 | 3 067 | 3 425 | 3 583 | 3 212 | 3 177 | 2 969 | 2 957 |

| 1901  | 1906  | 1911  | 1921  | 1926  | 1931  | 1936  | 1946  | 1954  |
| ----- | ----- | ----- | ----- | ----- | ----- | ----- | ----- | ----- |
| 2 967 | 3 020 | 2 953 | 2 815 | 2 651 | 2 597 | 2 544 | 2 270 | 1 987 |

| 1962  | 1968  | 1975  | 1982  | 1990  | 1999  | 2004 | 2006 | 2009 |
| ----- | ----- | ----- | ----- | ----- | ----- | ---- | ---- | ---- |
| 1 833 | 1 604 | 1 367 | 1 190 | 1 021 | 1 002 | 986  | 963  | 959  |

| 2014 | 2019 | 2022 | - | - | - | - | - | - |
| ---- | ---- | ---- | - | - | - | - | - | - |
| 903  | 813  | 788  | - | - | - | - | - | - |

## Personnalités liées à la commune
- Saint Émilion est patron de la paroisse. Son culte remonte au XVe siècle. À cette époque, Alain de Plougras, seigneur de Trogorre, en Loguivy, s'en alla combattre les Anglais en Guyenne avec l'armée du comte de Penthièvre dont il était le vassal, et avec les troupes des comtes de Dunois, de Foix et d'Armagnac, envoyés par Charles VII. Il livra bataille sous les murs de Saint-Émilion près de Bordeaux. Il séjourna ensuite dans cette ville avec le comte de Penthièvre.

Heureux de trouver si loin une ville qui portait le nom d'un saint breton, Alain de Plougras aurait décidé de lui édifier à son retour, un sanctuaire. En effet saint Émilion est né à Vannes, il fut intendant général du duc de Vannes. L'histoire raconte qu'il dérobait les biens de son maître pour les donner aux pauvres. Il partit dans le Bordelais et se fit ermite. Il mourut en 787.
Saint Émilion est prié pour obtenir de belles moissons. Sa statue est encadrée d'une gerbe de froment.
Le pardon a lieu le dernier dimanche du mois d'août.
- Auguste-René-Marie Dubourg né à Loguivy-Plougras (1842-1921). Cardinal et archevêque de Rennes, Dol et Saint-Malo.

## Lieux et monuments

### Monuments historiques
La commune abrite trois monuments historiques :
- l'église Saint-Émilion, dédiée à saint Émilion, chapelle édifiée au XVIe siècle, devenue église paroissiale en 1898. Son clocher a été classé par arrêté du 2 mars 1912[66] ;

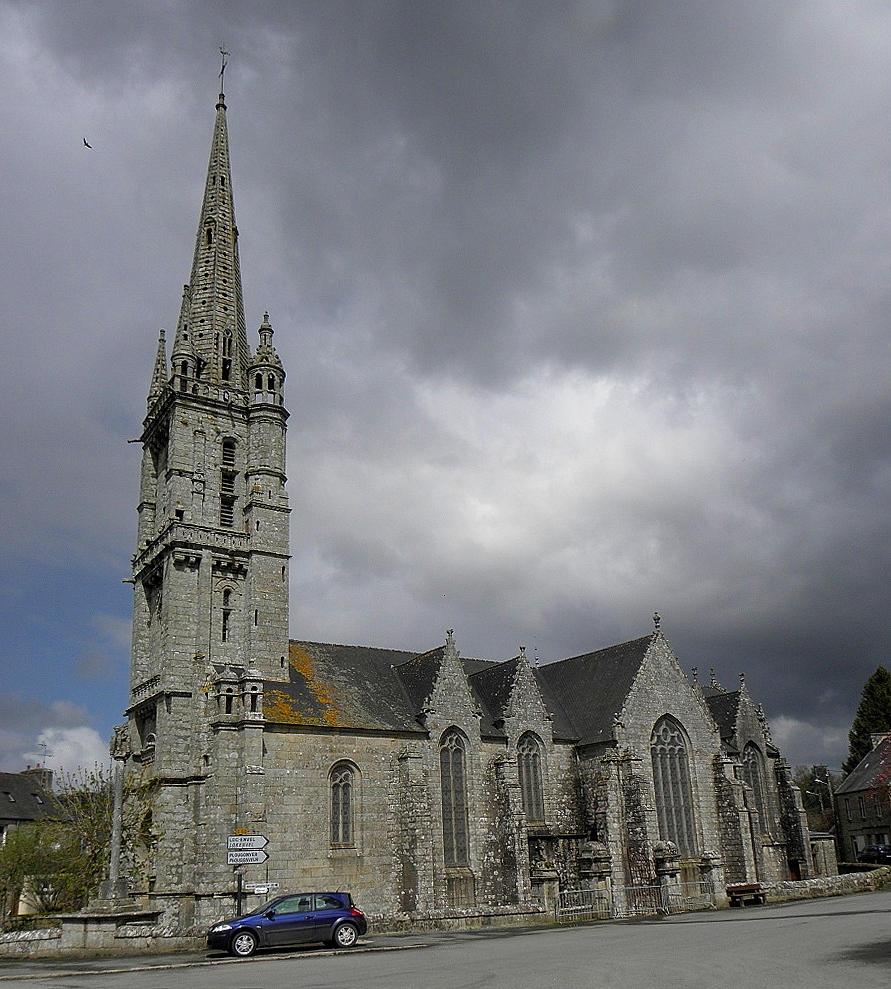
Église paroissiale Saint-Émilion : vue générale.
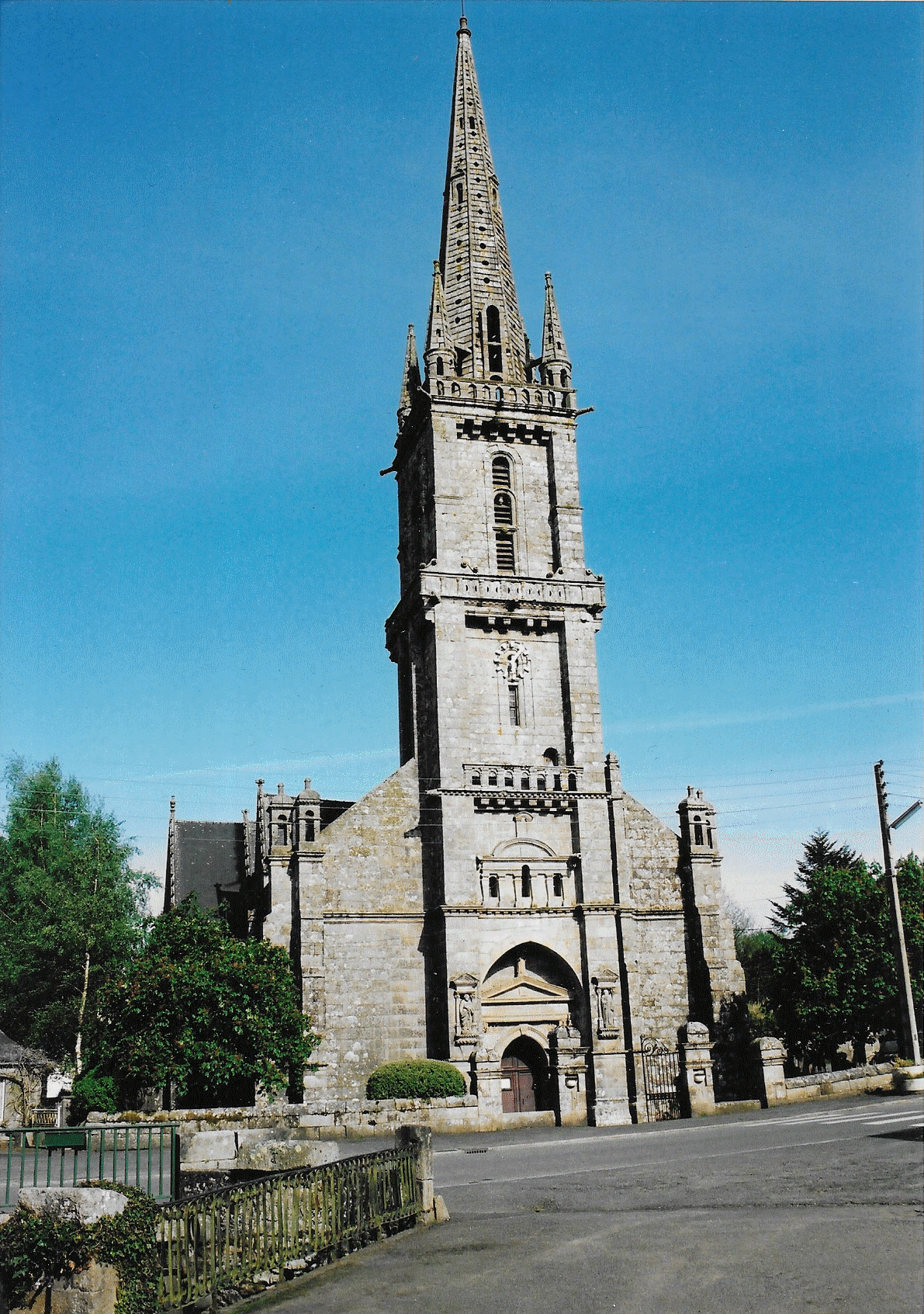
Église paroissiale Saint-Émilion : façade et clocher.
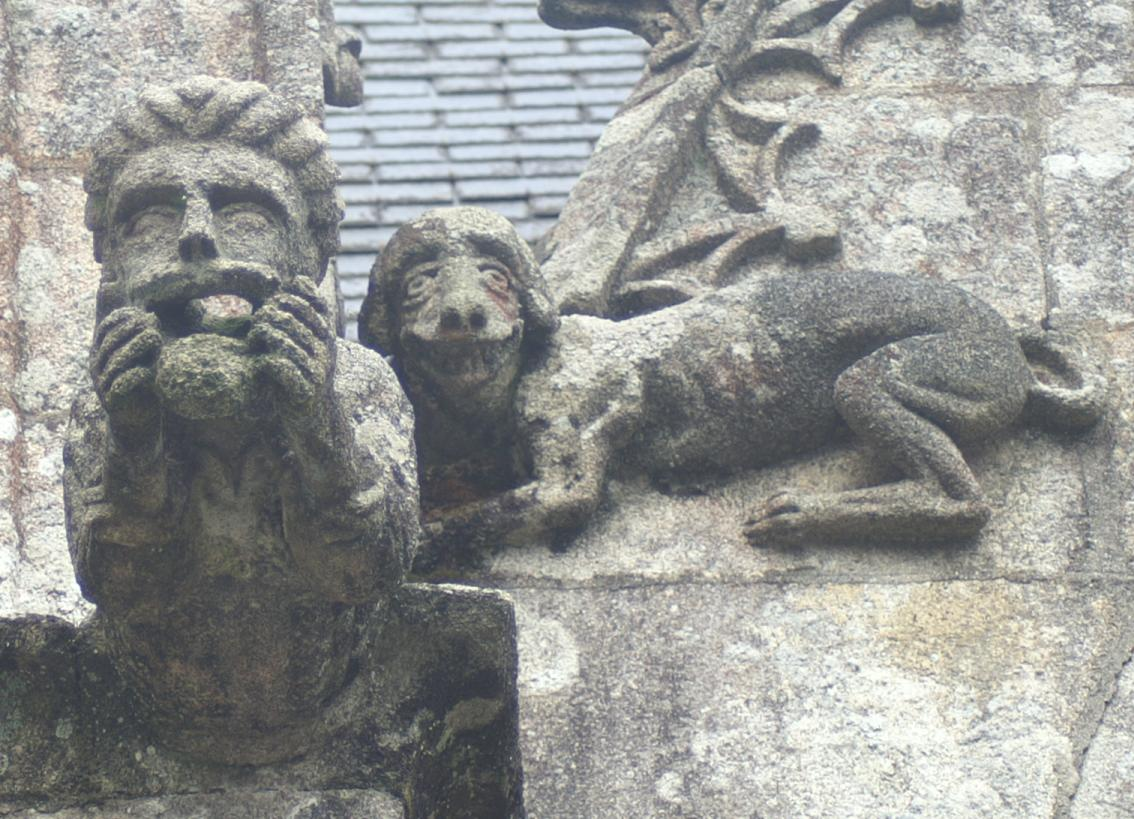
Église paroissiale Saint-Émilion : détail de sculptures.

Le pardon de Saint-Émilion, très fréquenté par le passé, est célébré le dernier dimanche du mois d'août
- la chapelle Notre-Dame du Dresnay, édifiée à la fin du XVIe siècle. Sa façade occidentale a été inscrite au titre des monuments historiques par arrêté du 19 janvier 1955[68] ;

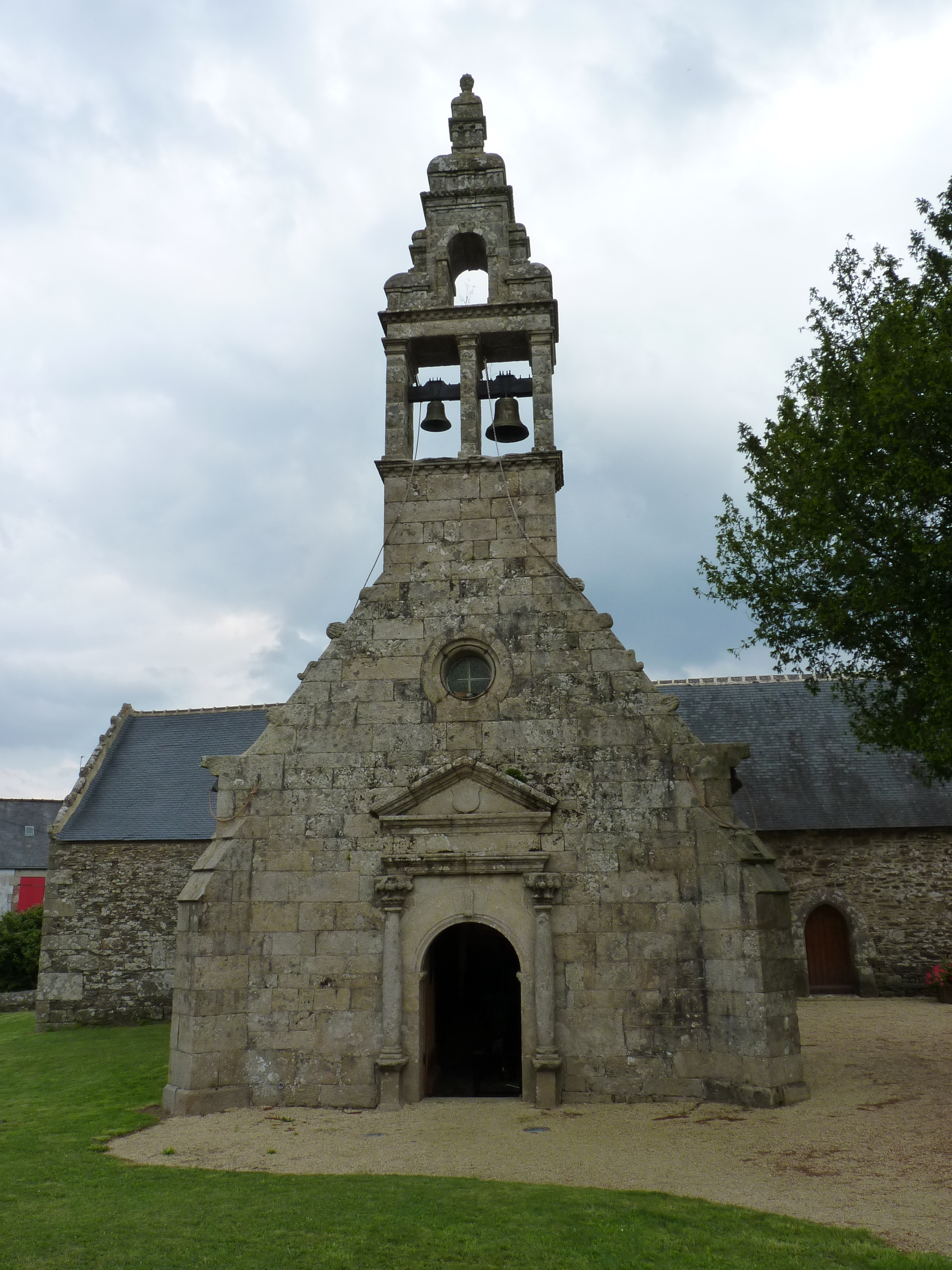
Chapelle Notre-Dame du Dresnay.
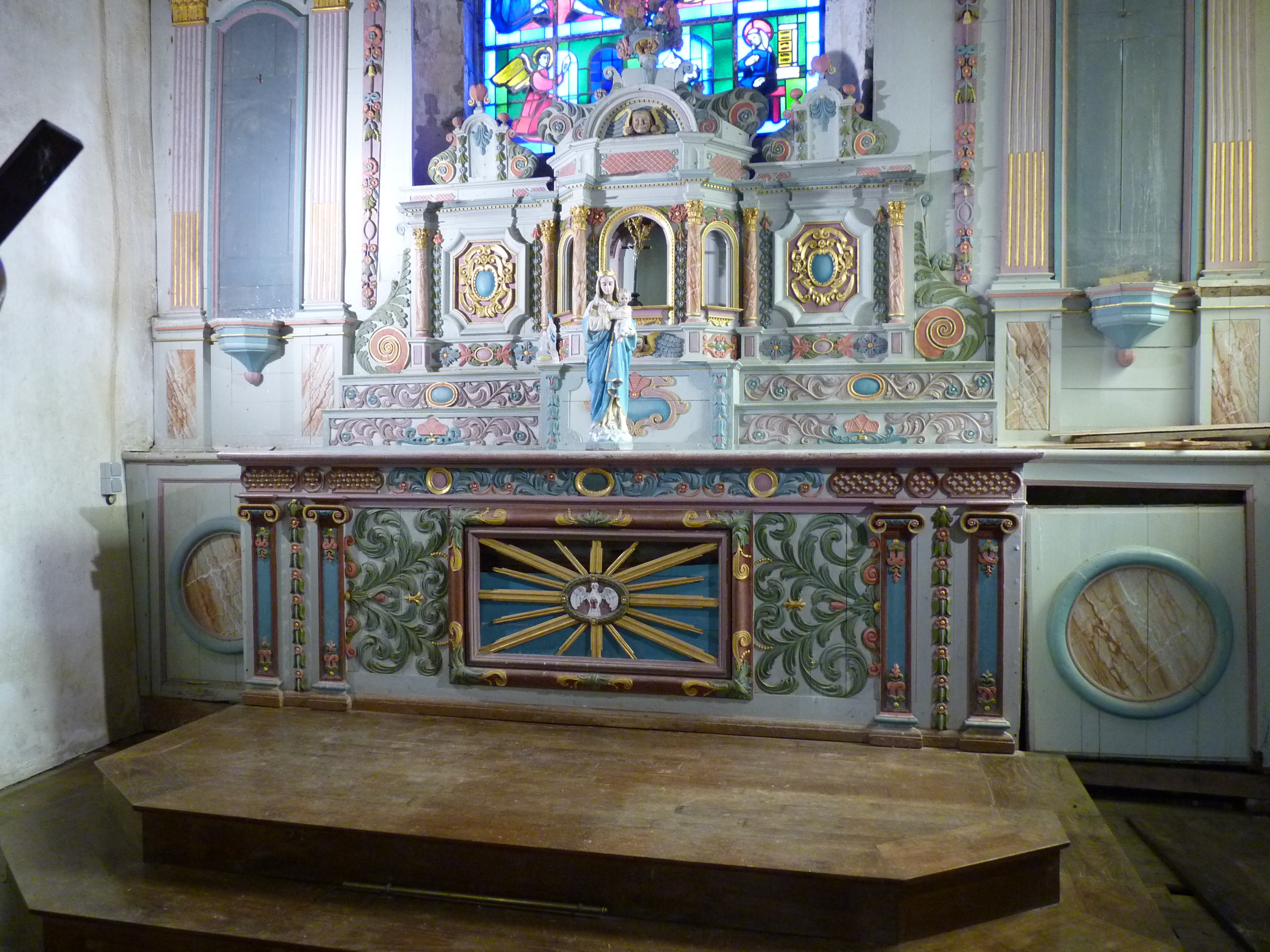
Chapelle du Dresnay : le maître-autel.
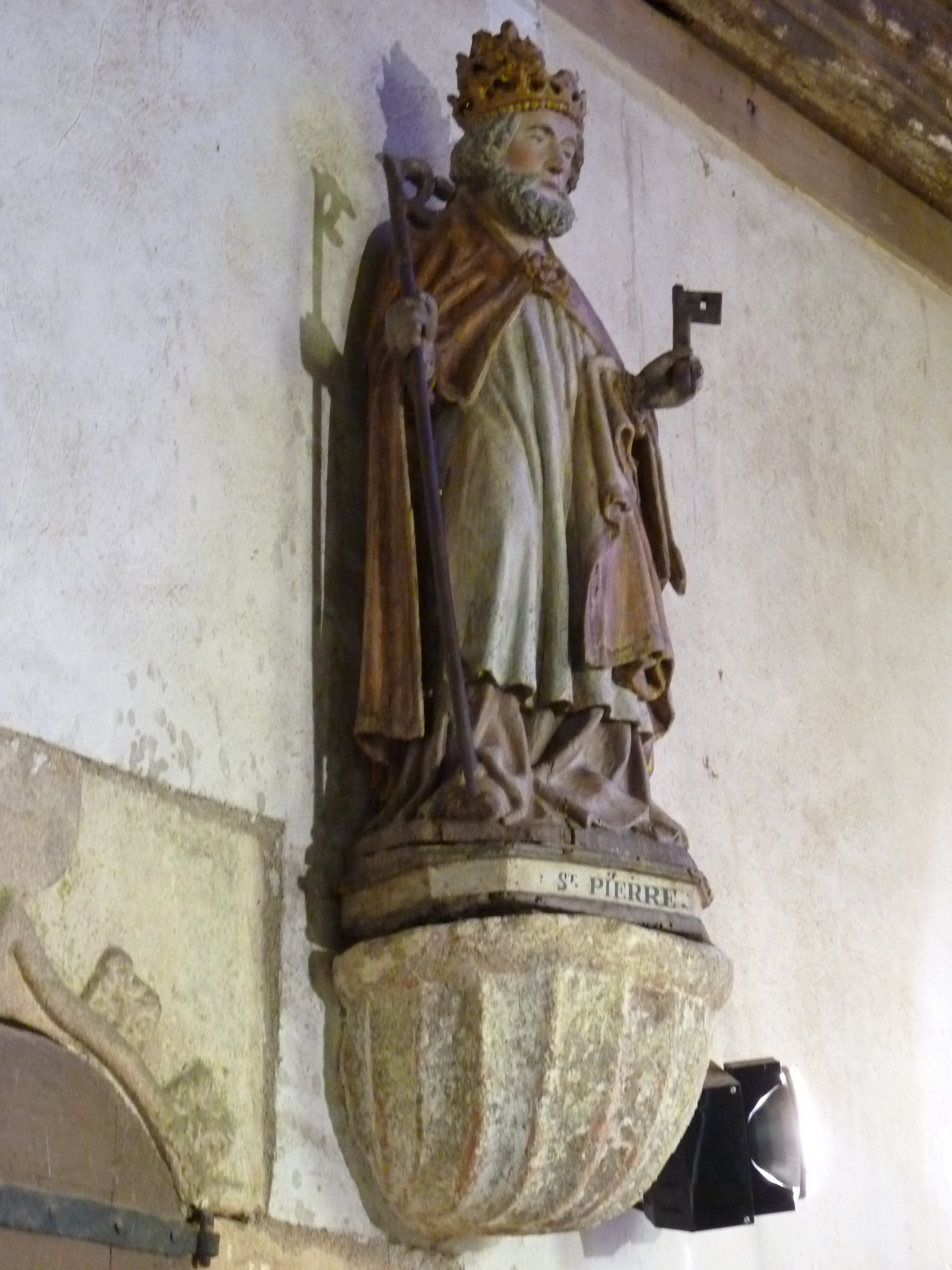
Chapelle du Dresnay : statue de saint Pierre.
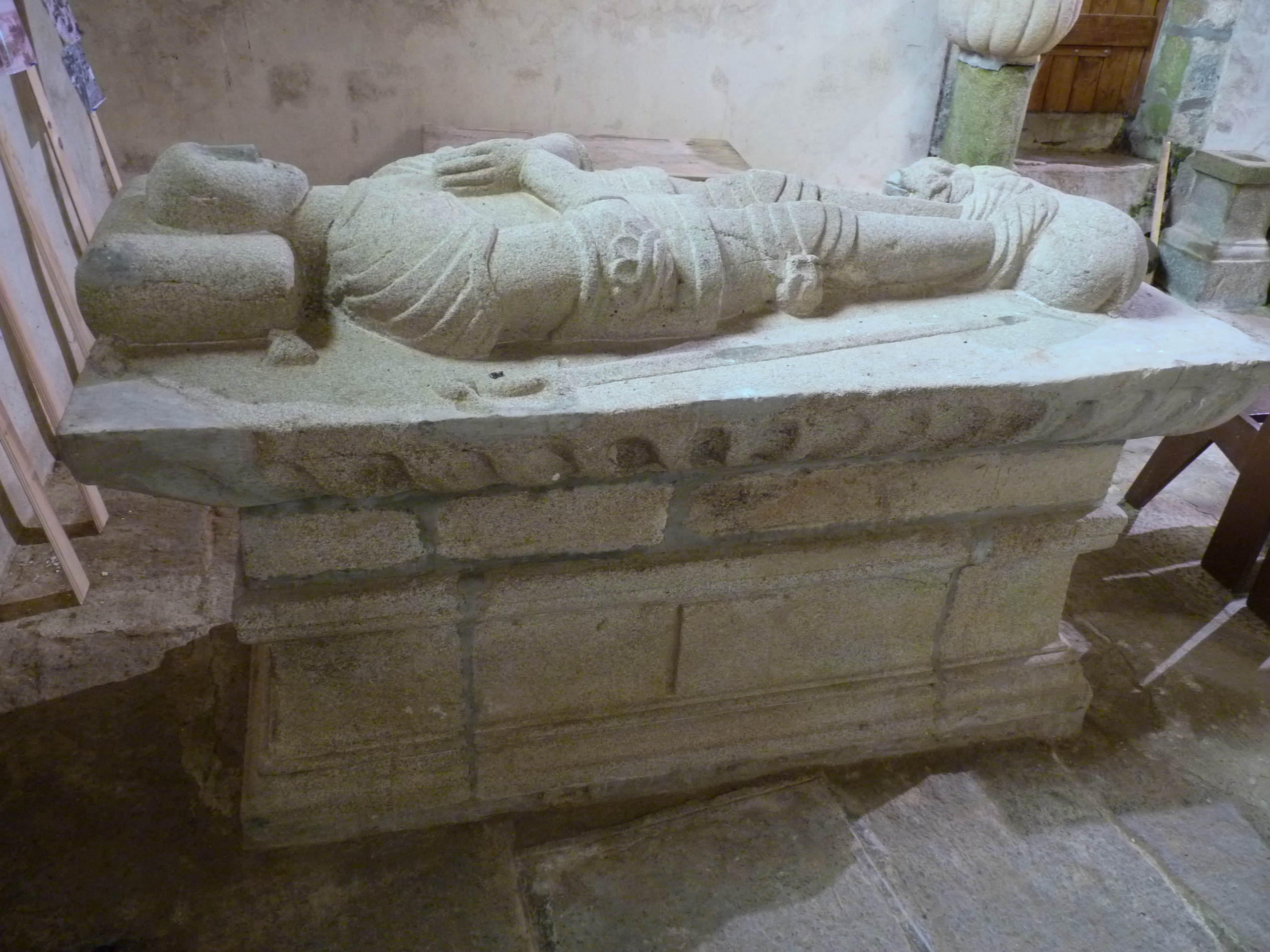
Enfeu d'un seigneur du Dresnay.

- le manoir de Kéroué, construit au XVIe siècle à l'époque des guerres de Religion. Il a été inscrit par arrêté du 3 juin 1927 puis classé par arrêté du 27 septembre 1993[69].

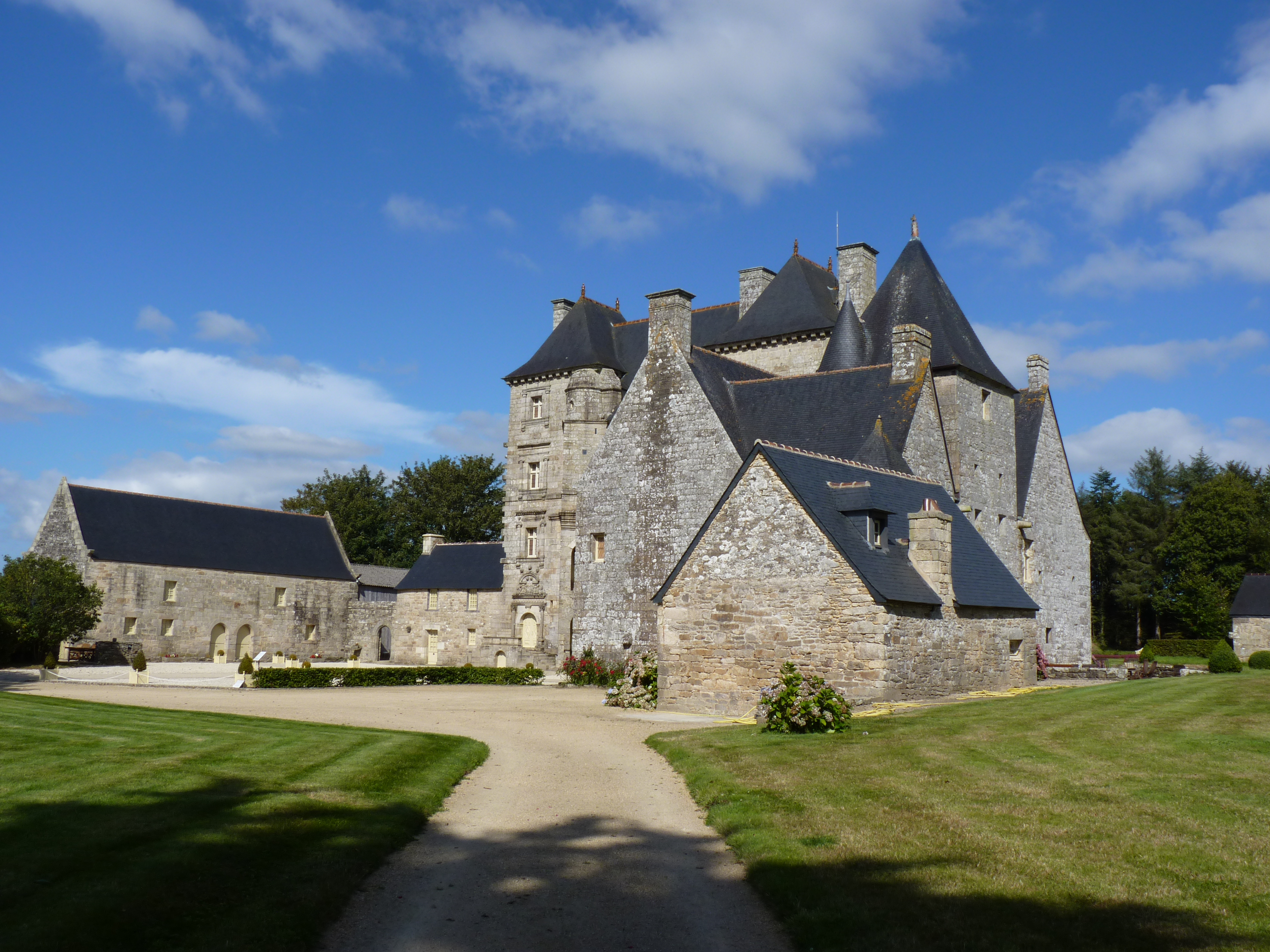
Le manoir de Kéroué : vue générale.
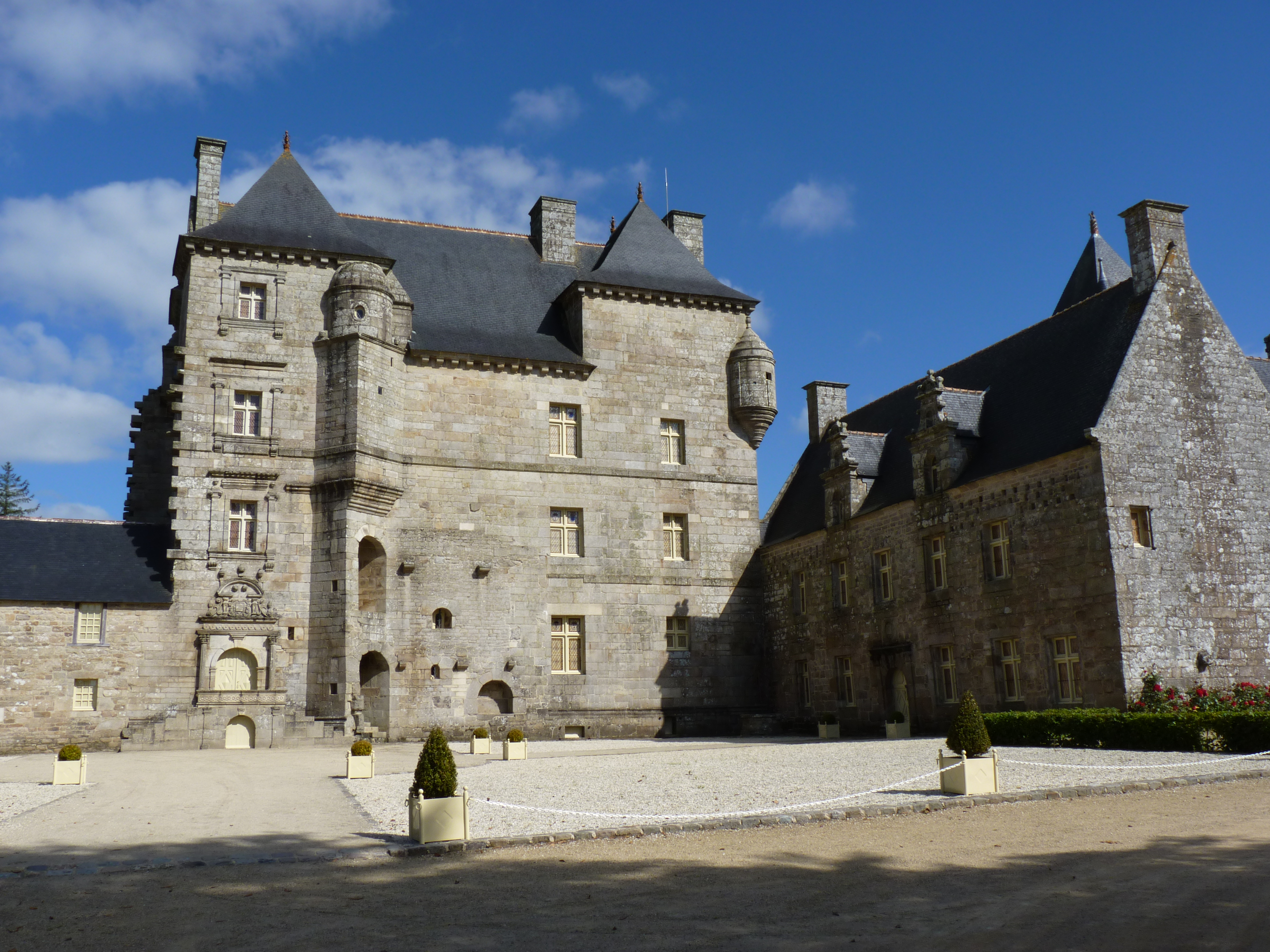
Le manoir de Keroué : vue d'ensemble.
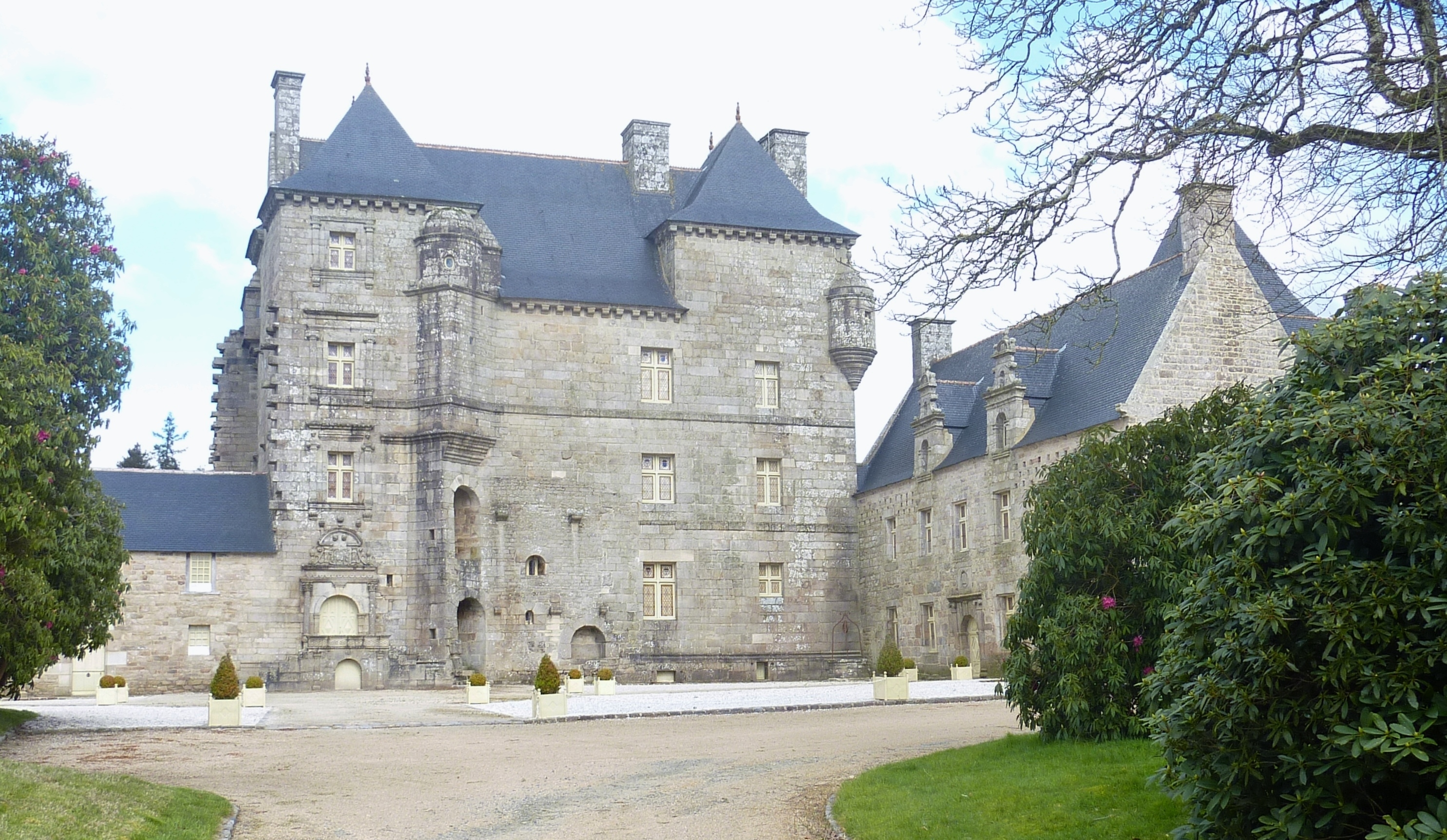
Le château de Keroué (Kerroué) vu depuis l'entrée de la cour d'honneur.

### Autres sites et monuments
- Un sentier d'interprétation dans la forêt du Beffou, réalisé par l'office national des forêts permet de découvrir l'allée couverte du Brohet et l'ancienne voie gallo-romaine qui surplombe la commune.
- La motte castrale du Beffou (en Plougras, lais toute proche de la limite communale).
- La motte féodale de Trogorre, dont le château aurait été détruit, selon la tradition, pendant la guerre de succession de Bretagne entre 1341 et 1364. Le site conserve les traces d'une basse-cour[70].
- La chapelle Saint-Ivy, dédiée à saint Ivy, est l'ancienne église paroissiale et présente une architecture très ouvragée. Reconstruite en 1860-1864 à la place d'une ancienne église de style Beaumanoir, restaurée en 1935, elle comprend un fenestrage du XVIe siècle. La balustrade formant l'entrée de l'ancien cimetière qui l'entoure est constituée par les pierres de l'ancien ossuaire datant du XVIIe siècle[71].

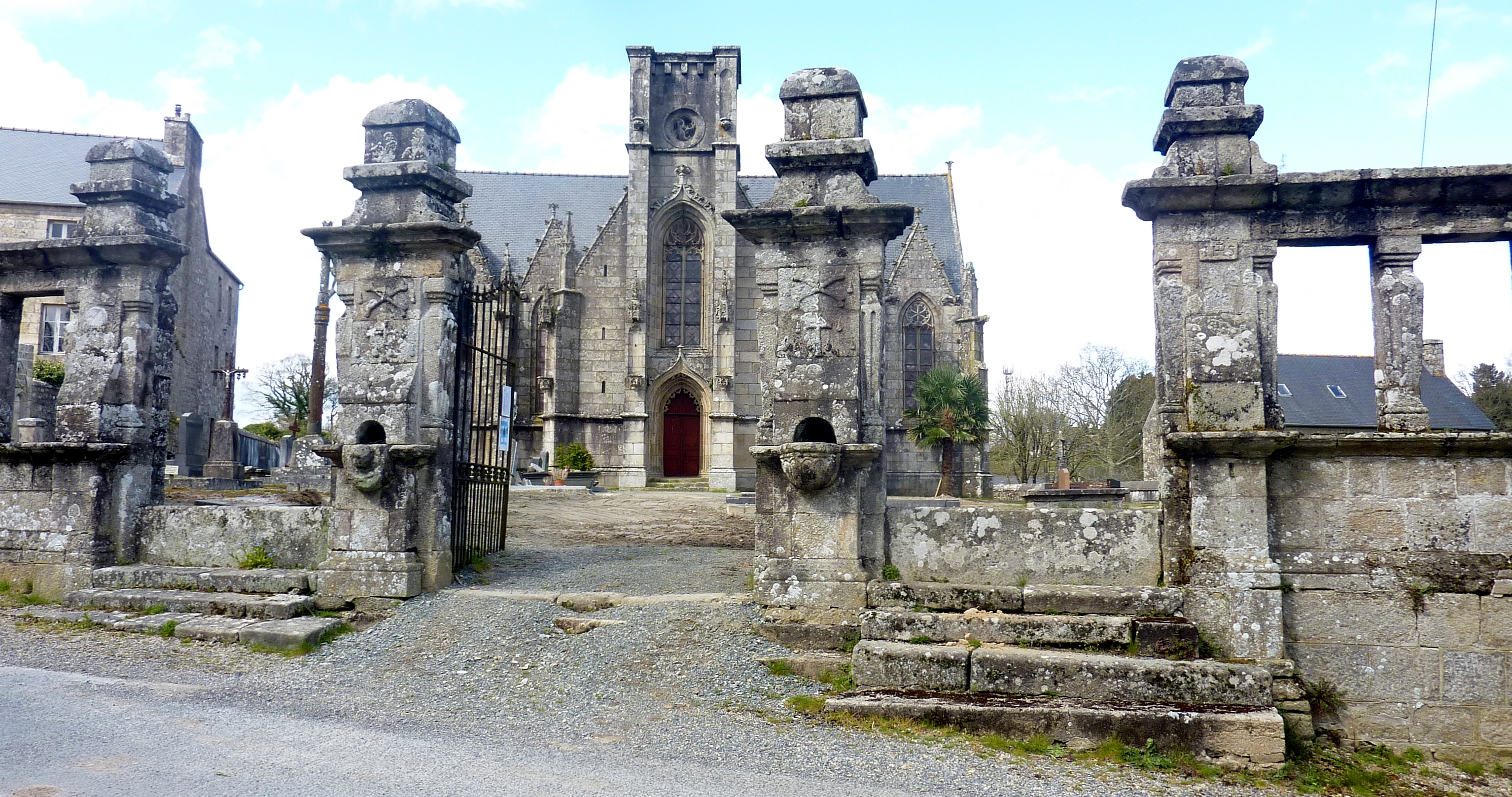
L'ancienne église Saint-Ivy et la balustrade de l'entrée du placître.
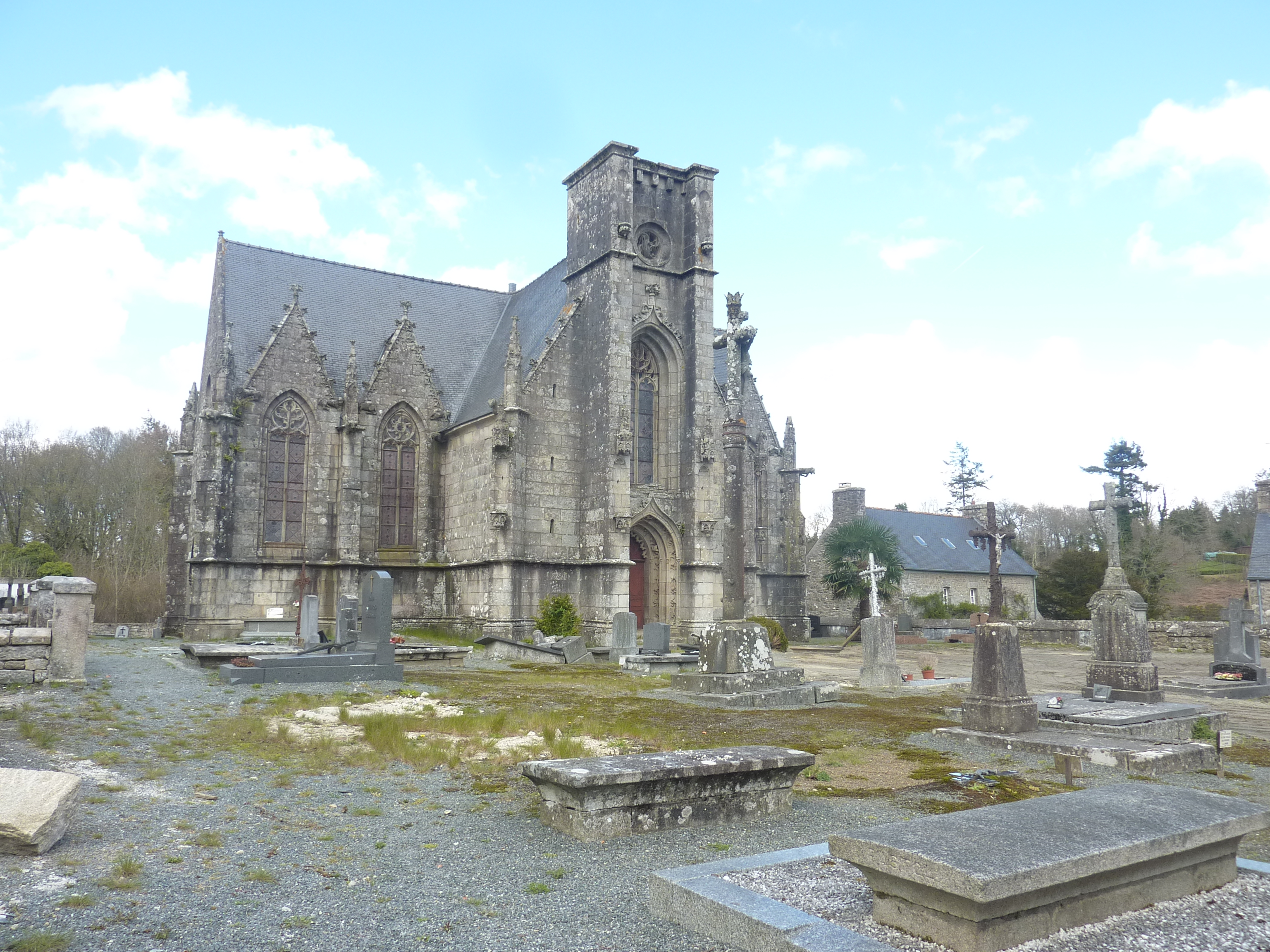
L'ancienne église Saint-Ivy et son cimetière à l'abandon.
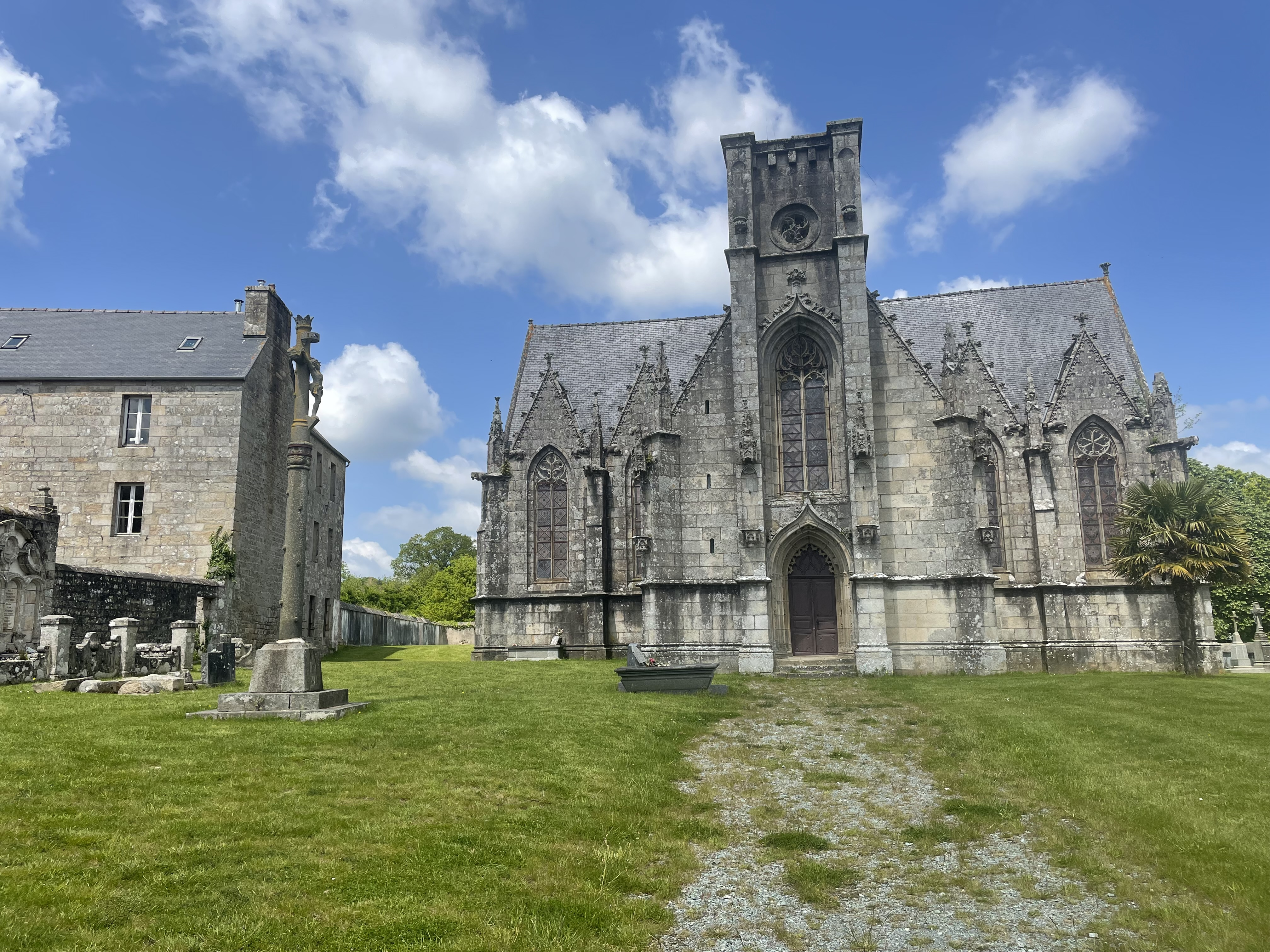
L'ancienne église Saint-Ivy : la façade.
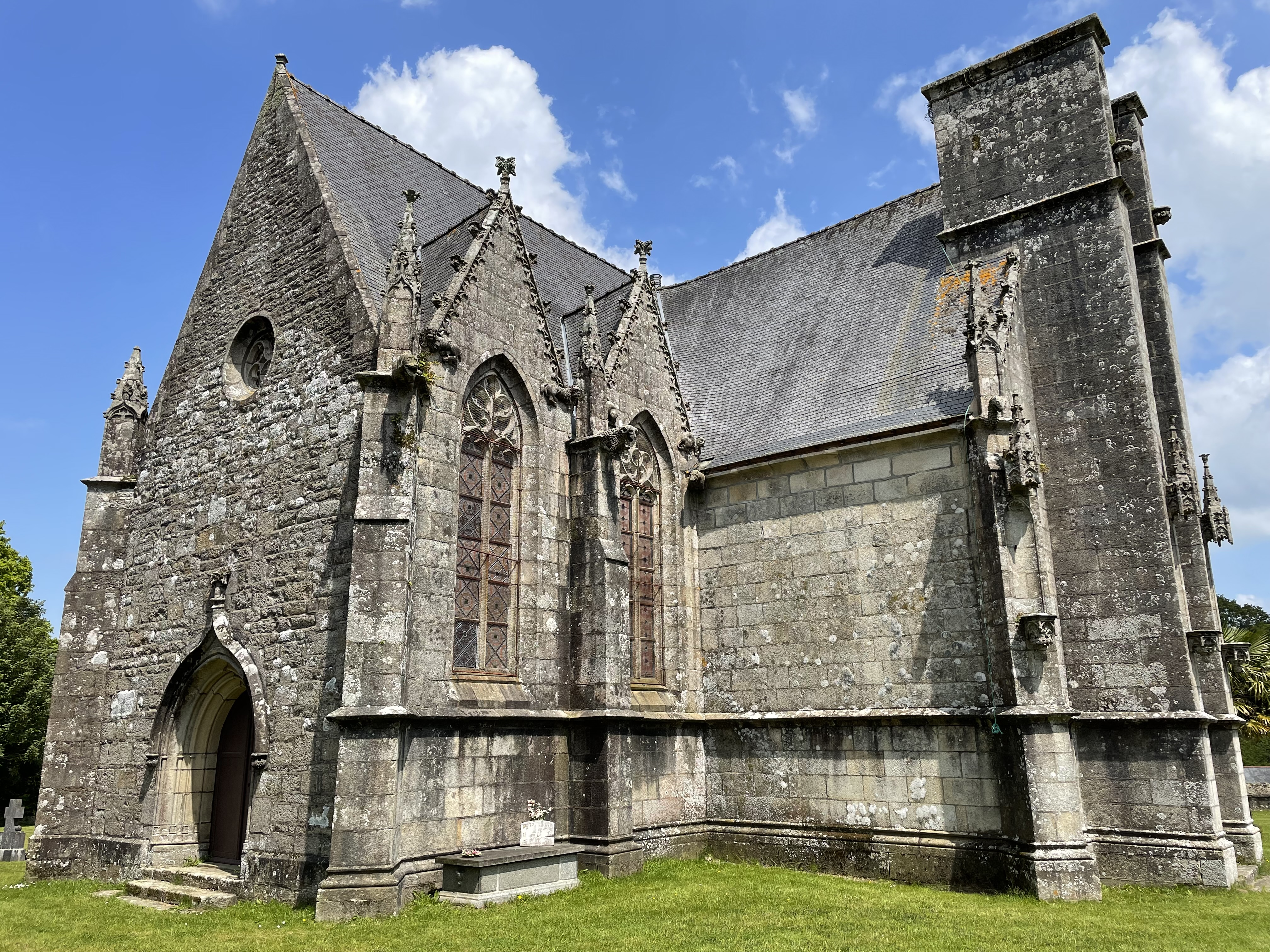
L'ancienne église Saint-Ivy : clocher, nef et transept.
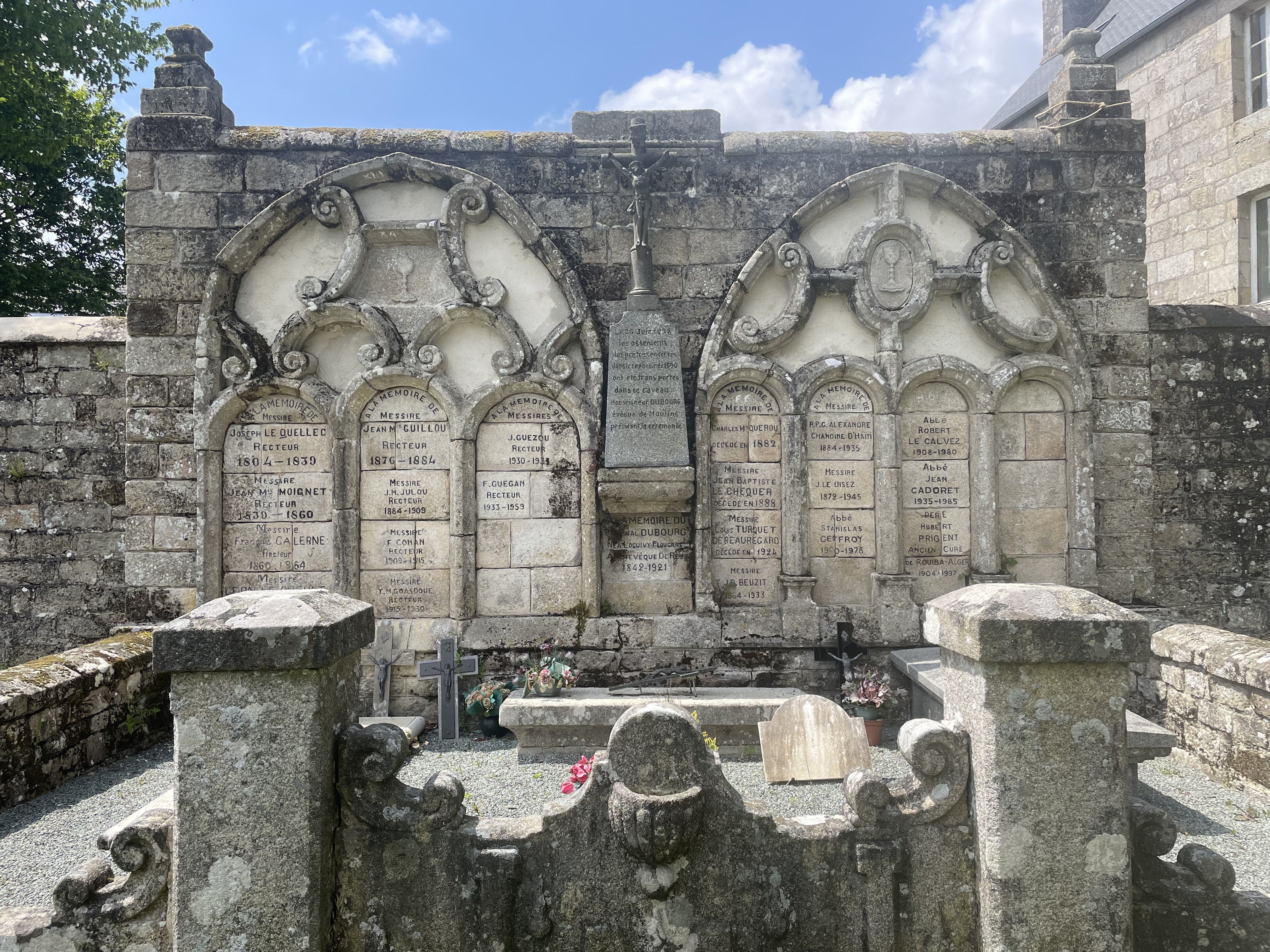
L'ancienne église Saint-Ivy : le mémorial des prêtres.
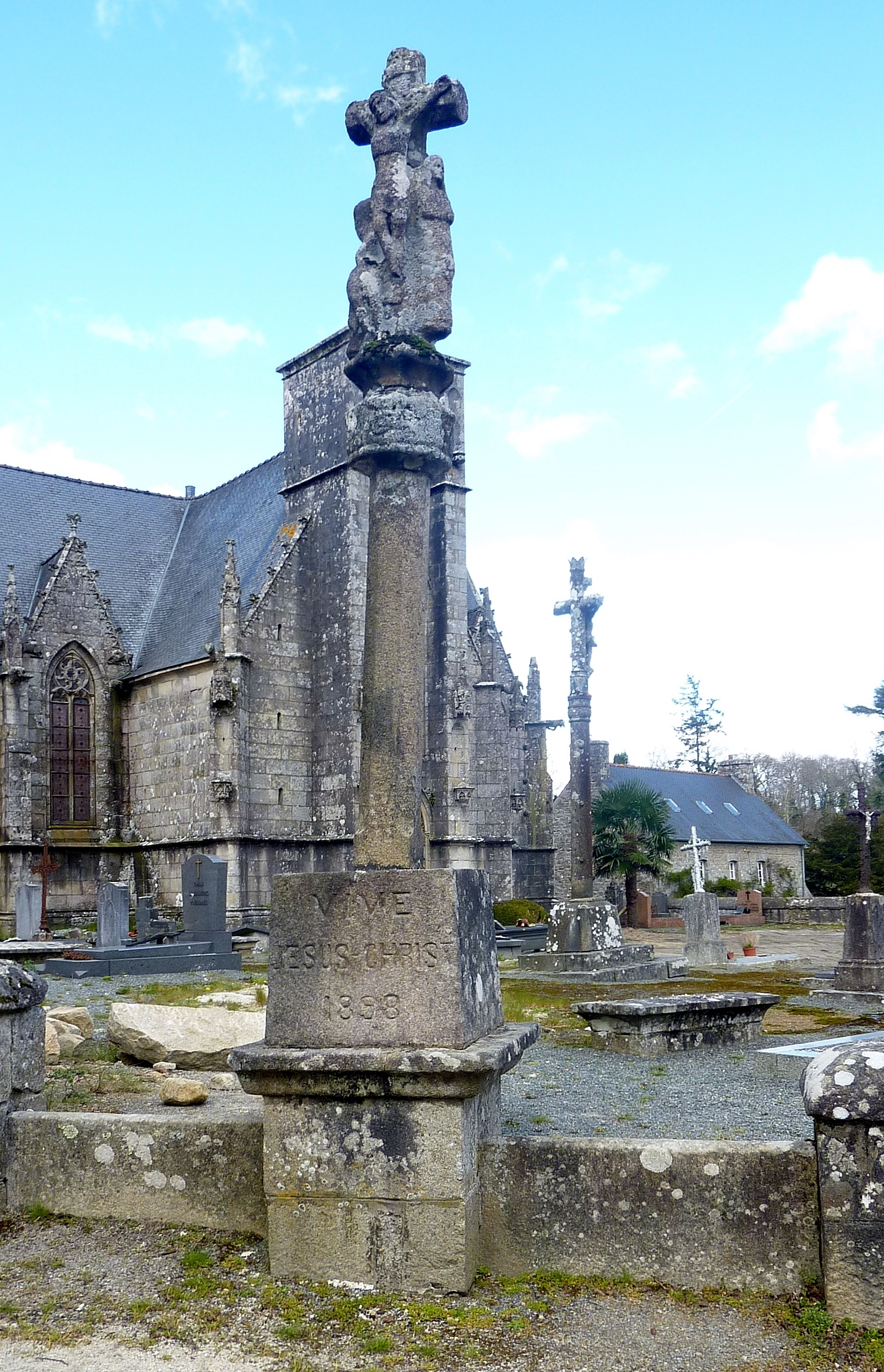
Croix de mission datant de 1898 avec l'inscription "Vive Jésus-Christ" (mur entourant le placître de l'église Saint-Ivy).

- Chapelle Sainte-Catherine de Kerroué.
- La maison du Dresnay, ancien manoir qui a lui-même succédé au château éponyme, détruit lors de la guerre de Succession de Bretagne, berceau de la famille du Dresnay, puis passé aux mains de la famille de Quelen à la fin du XIVe siècle à la suite du mariage de Marie du Dresnay avec un seigneur de Quelen[72].
- La maison de Guerniou (limite XVIe et XVIIe siècles). Propriété probablement bâtie par une famille de marchands[73],[74].

## Héraldique
| Blason de Loguivy-Plougras | Blason  | D'argent à la croix pattée et alésée de gueules à dextre et à la croix ancrée de sable à senestre, cette dernière accompagnée de trois coquilles de gueules, le tout surmonté d'un sanglier de sable. |
| Blason de Loguivy-Plougras | Détails | Le statut officiel du blason reste à déterminer. |

## Littérature
- Martial Sellin, Le fou de Beffou, roman policier (M.S. Édition).